# Ehemalige Hauptkirche St. Nikolai (Hamburg)

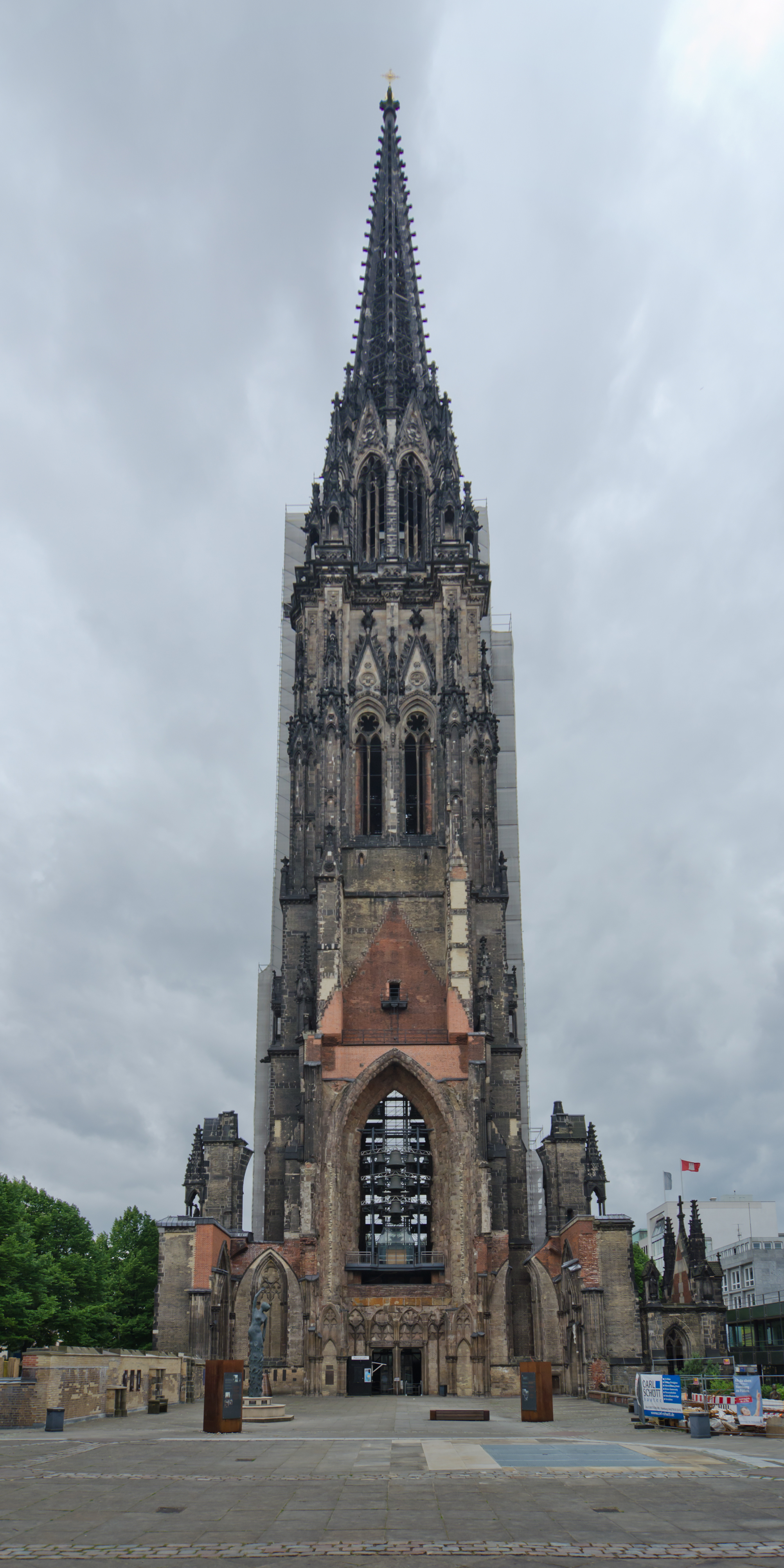
Mahnmal St. Nikolai

Die Ruine der Hauptkirche St. Nikolai am Hamburger Hopfenmarkt ist als Mahnmal St. Nikolai „den Opfern von Krieg und Gewaltherrschaft zwischen 1933 und 1945“ gewidmet. Die Kirche wurde 1195 begründet und in ihrer letzten neugotischen Ausführung 1874 fertiggestellt. Ihr 147,3 Meter hoher Turm war von 1874 bis 1877 das höchste Bauwerk der Welt. Die Hauptkirche St. Nikolai wurde 1962 als Neubau in den Stadtteil Harvestehude nahe dem Klosterstern verlegt. Nach den Kriegszerstörungen von 1943 und dem weitgehenden Abriss 1951 sind heute neben dem Turm noch ein Teil der südlichen Außenmauer und die Wände des Chors erhalten.
Für eine Gedenkstätte wurden auf dem offenen Platz des ehemaligen Kirchenraums sowie in der unmittelbaren Umgebung Kunstwerke und Denkmale aufgestellt. In den Kellerräumen der Ruine richtete der 1987 gegründete Förderkreis „Rettet die Nikolaikirche e. V.“ (inzwischen umbenannt in „Förderkreis Mahnmal St. Nikolai“) ein Dokumentationszentrum mit einer Dauerausstellung ein. Das Museum des Mahnmals wurde 2012/2013 aufwendig umgebaut und erweitert. Seit September 2013 ist hier die Dauerausstellung „Gomorrha 1943 – Die Zerstörung Hamburgs im Luftkrieg“ zu sehen.

## Ältere Geschichte

### Erste Bauten der Pfarrkirche St. Nikolai

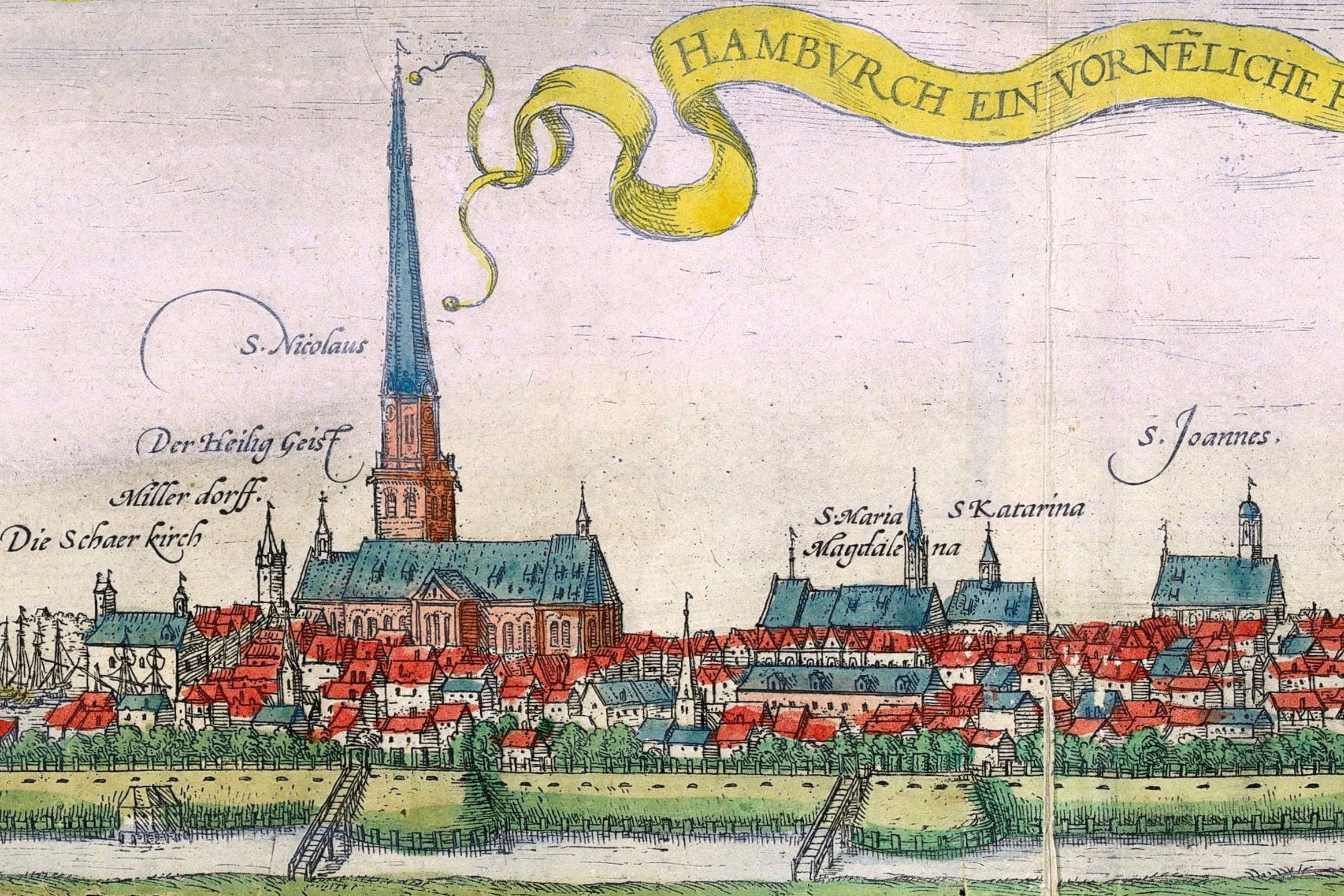
St. Nikolai auf einer Stadtansicht von 1572 (Ausschnitt)

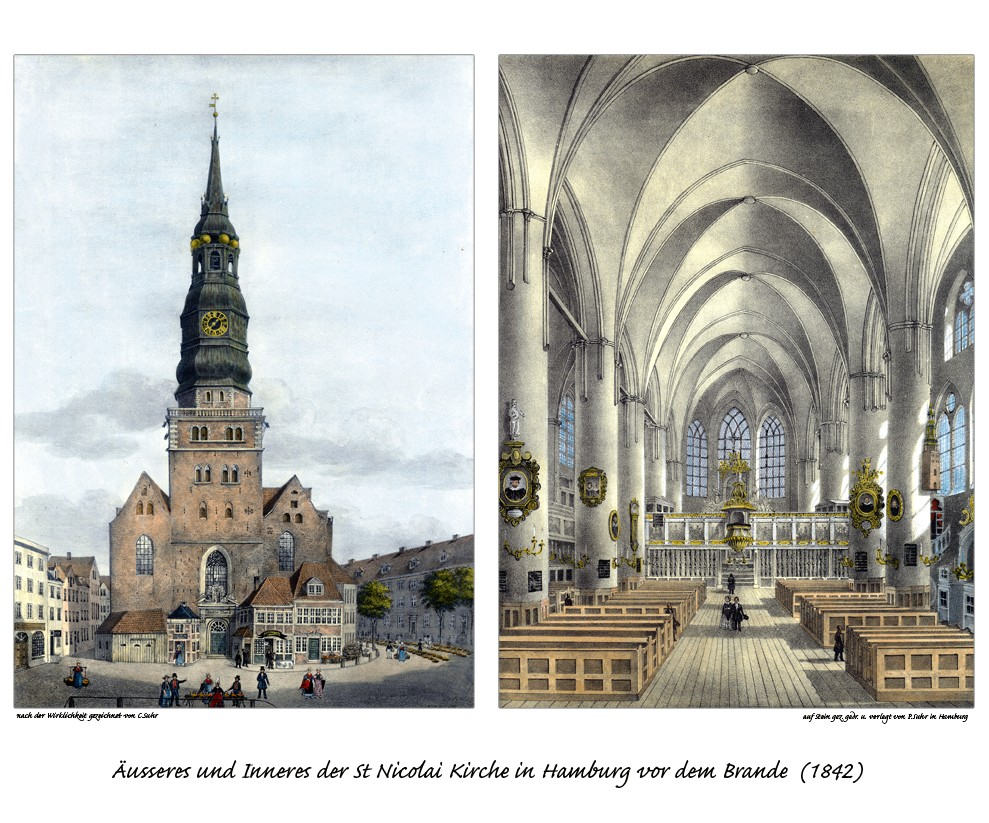
St. Nikolai um 1835

Nach der Gründung einer weltlichen Neustadt im Jahr 1189 und der Anlage eines Hafens gegenüber der bischöflichen Altstadt genehmigte der Schauenburger Graf Adolf III. auf Wunsch der neuen Anwohner den Bau einer Kapelle. Der Klerus des Hamburger Doms bestand jedoch darauf, dass nur ihm das Patronat zustehe. Nach einigen strittigen Verhandlungen schenkte Adolf III. dem Domkapitel im Jahr 1195 die Kapelle auf der zerstörten Neuen Burg. Julius Faulwasser rekonstruierte diese Kapelle aus dem späteren Chor. Sie hatte einen Grundriss von 12 × 26 Metern, bot Platz für etwa 300 Personen und wurde Sankt Nikolaus, dem Schutzpatron der Seefahrer und Reisenden, geweiht.
Zwischen 1240 und 1250 fand die erste Erweiterung statt, die Kapelle wurde als Chor eingefasst und eine dreischiffige, fast quadratische Halle von rund 22 Metern Höhe aus Backstein angebaut. Das Mittelschiff war nur unwesentlich breiter als die beiden Seitenschiffe; alle drei überwölbte man in gleicher Höhe, so dass auch ein dreiteiliges Dach entstand. Hohe schlanke Pfeiler, Spitzbögen und gegliederte, großflächige Fenster wiesen frühe Merkmale der Gotik auf, eine kunsthistorische Einordnung benennt die Bauweise als „Backsteinhallenkirchenbau hamburgischen Typs“. Die Kirche verfügte nun über Platz für 1000 Menschen. 1353 erhielt sie einen Dachturm von knapp 60 Metern Höhe.
Eine zweite Erweiterung für nunmehr 1500 Personen erfolgte zwischen 1384 und 1400. Die Schiffe wurden verlängert, und der Gesamtbau wurde etwas verbreitert. Bei einer dritten Erweiterung zwischen 1400 und 1425 erhielt der Chorraum eine neue Apsis sowie Anbauten zu beiden Seiten. Hinzu kamen ein Beinhaus zur Umbettung von Gebeinen des überfüllten Kirchhofs und der Stumpf für einen geplanten Turmbau. Der sechseckige Aufbau auf einem quadratischen Sockel wurde 1518 durch den Baumeister Hinrich Berndes (Barteldes) aus Hannover mit einem spitzen Turmhelm gekrönt. Berndes hatte von 1513 bis 1516 die alte Turmspitze der Petrikirche durch eine neue mit einer Höhe von 445 Hamburger Fuß (127,5 Metern) ersetzt. Der Nikolaiturm erreichte nun eine Höhe von 470 Hamburger Fuß (knapp 135 Meter). Am 16. Juli 1589 wurde er durch einen Blitzschlag vollständig zerstört. Der zwischen 1591 und 1593 vom Baumeister Hans Petersen neu errichtete zweite Turm stürzte 1644 nach einem Unwetter ein.
Ihren dritten Turm erhielt die Nikolaikirche 1657 nach den Plänen des Architekten Peter Marquardt aus Plauen. Das 122 Meter hohe Bauwerk bewirkte „eine barocke Uminterpretation“ des Erscheinungsbilds der Kirche und prägte mit drei übereinandergestellten Hauben und einer geschlossenen sowie einer offenen Laterne knapp 200 Jahre die Stadtsilhouette.

### Hauptkirche St. Nikolai ab der Reformation

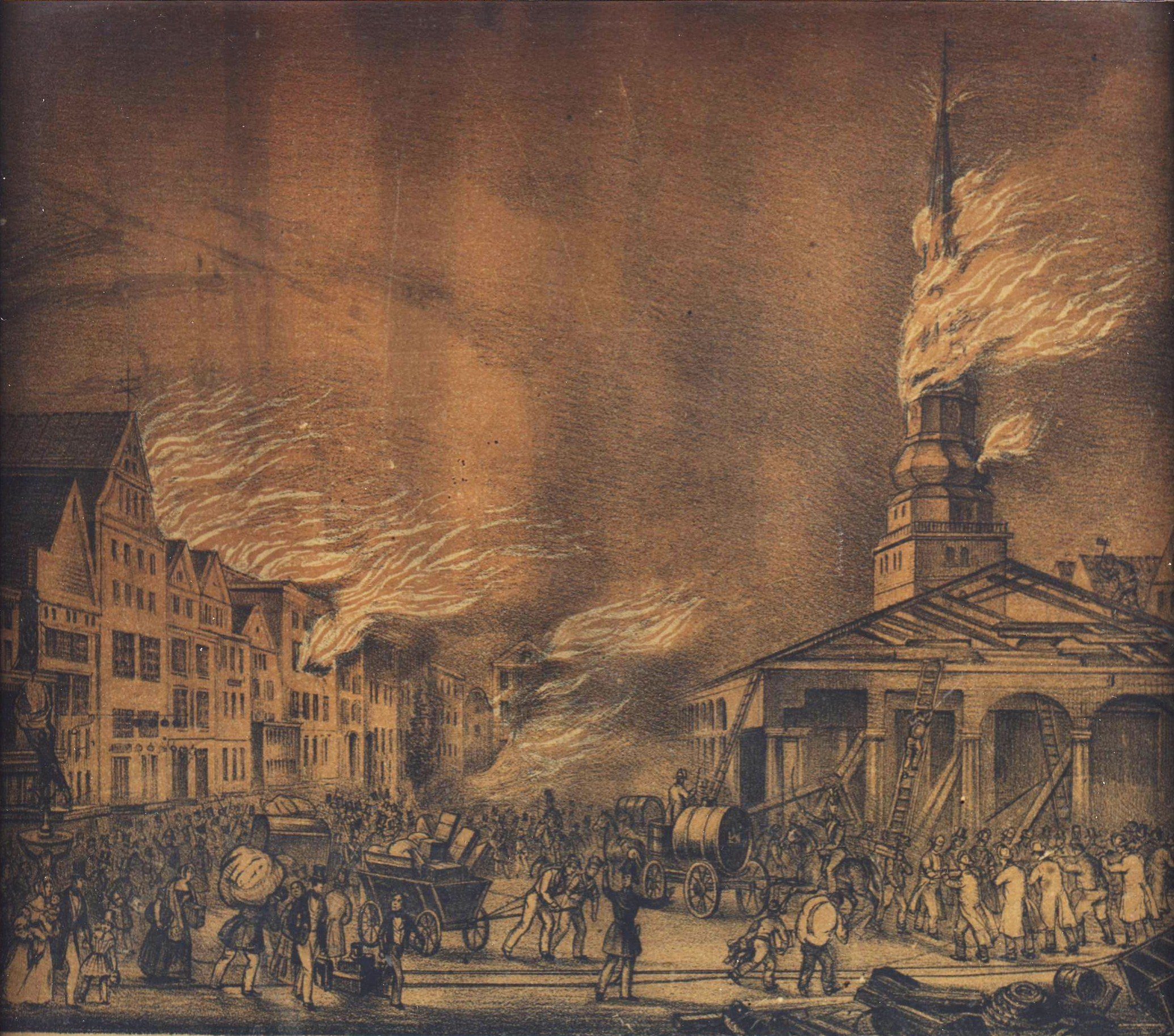
Brennende Hauptkirche St. Nikolai am 5. Mai 1842

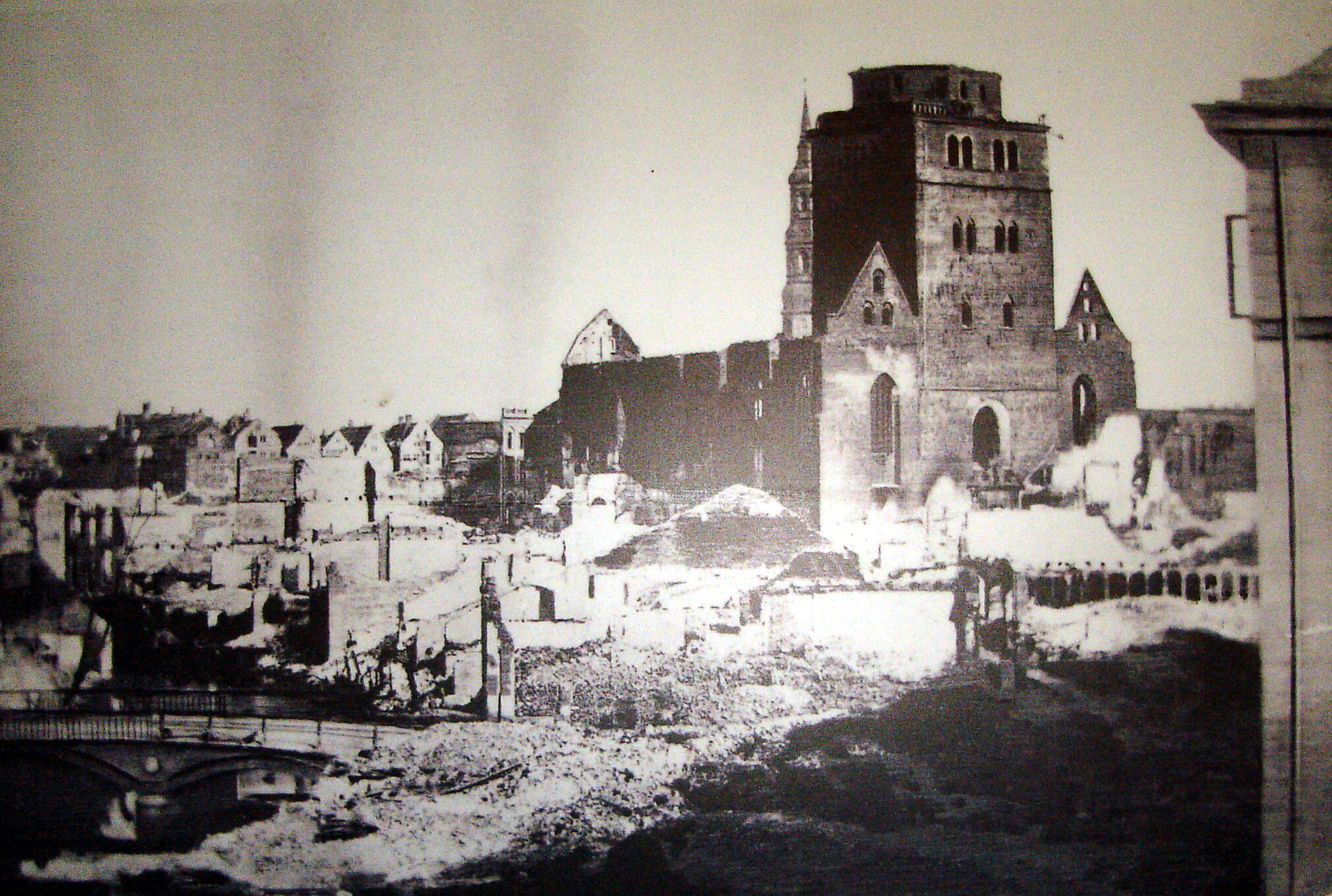
Fotografie der Ruine der Hauptkirche St. Nikolai 1842

Als eines von vier Kirchspielen der Stadt war St. Nikolai in alle theologischen Auseinandersetzungen in der Stadt einbezogen, insbesondere während der Reformation. Nachdem 1524 der Pastor Henning Kissenbrügge zurückgetreten war, wählten die Bürger Johannes Bugenhagen, einen profilierten Reformer und Vertrauten Martin Luthers, in das Amt. Sie griffen damit erheblich in die bisherige Ordnung ein, nach der die Pastoren durch das Domkapitel eingesetzt wurden. Der Rat der Stadt konnte Bugenhagens Berufung zunächst unterbinden, doch 1527 erreichten die Kirchenoberen das eigenständige Pastorenwahlrecht und bestimmten den Magdeburger Johann Zegenhagen zum ersten lutherischen Hauptpastor von St. Nikolai. In der Folge gewannen die Hauptkirchen mit Unterstützung des Rats gegenüber dem Domkapitel erheblich an Macht und Einfluss. Da auf Maßnahmen gegen Altgläubige verzichtet wurde, vollzog sich die Reformation in Hamburg weitgehend friedlich. 1528 erschien Bugenhagen in Hamburg und wurde Prediger in St. Nikolai. Vor allem gab er der Stadt Hamburg eine Kirchenordnung, welche unter anderem die Organisation, die Finanzen und insbesondere den Schulbetrieb der Kirchen regelte.
Den Beginn der nachreformatorischen Kirchenmusik in Hamburg markierte die Musik zu Weihnachten 1526. Weil die altgläubigen Vikare ihre Mitwirkung im Streit um die kirchlichen Zeremonien verweigerten, improvisierte Zegenhagen die Festmusik mit seinen Kaplänen, dem Küster und Schulknaben. Die Gemeinde war daraufhin der Meinung, auf die Vikare verzichten zu können: Sie wurden auch später nicht mehr zum Lesen von Seelenmessen, aus denen sie ihr Auskommen hatten, zugelassen. Zu den Organisten der Nikolaikirche zählten Johann Praetorius (1620–1660) und Vincent Lübeck (1654–1740). Die Figuralmusik wurde in St. Nikolai, wie in allen Hamburger Hauptkirchen, vom Kantor des Johanneums versehen. Am 4. März 1652 wurde der Maler David Kindt in der Kirche beigesetzt.
1665 erhielt die Kirche ein Glockenspiel mit 25 Glocken über zwei Oktaven, das Georg Philipp Telemann zu dem Konzertstück Hamburgische Glockenspiele inspirierte. Berühmt wurde zudem die 1687 fertiggestellte Orgel von Arp Schnitger, an der er fünf Jahre gebaut und alles berücksichtigt hatte, „was die damalige Technik an Vollkommenheit ermöglichte“.
Am 6. August 1767 wurde der Turm erneut durch einen Blitzschlag schwer beschädigt. Dieses Ereignis veranlasste den Naturwissenschaftler Johann Albert Heinrich Reimarus zu einer Abhandlung über Blitzableiter. Tatsächlich folgte der Gemeinderat der Mahnung, einen solchen einzubauen; doch 1801 richtete ein Blitz abermals erheblichen Schaden an.
Am 5. Mai 1842, dem ersten Tag des dreitägigen Großen Brands, fiel St. Nikolai als die erste der Hamburger Kirchen und Großgebäude dem Feuer zum Opfer. Der Hauptgottesdienst am Morgen hatte noch abgehalten werden können, der Mittagsgottesdienst wurde nach einer Fürbitte für den Erhalt der Kirche abgebrochen. Um etwa vier Uhr nachmittags ergriff das Feuer den Turm. Es gelang wegen der unzulänglichen Löschtechnik nicht, Wasser in ausreichender Menge hinauf zu befördern. Schließlich stürzte er ein und übertrug die Flammen auf das Kirchenschiff, das vollständig niederbrannte. Nur wenige Kunstwerke waren zuvor aus dem Gebäude gerettet worden.

## Neugotischer Bau von 1874

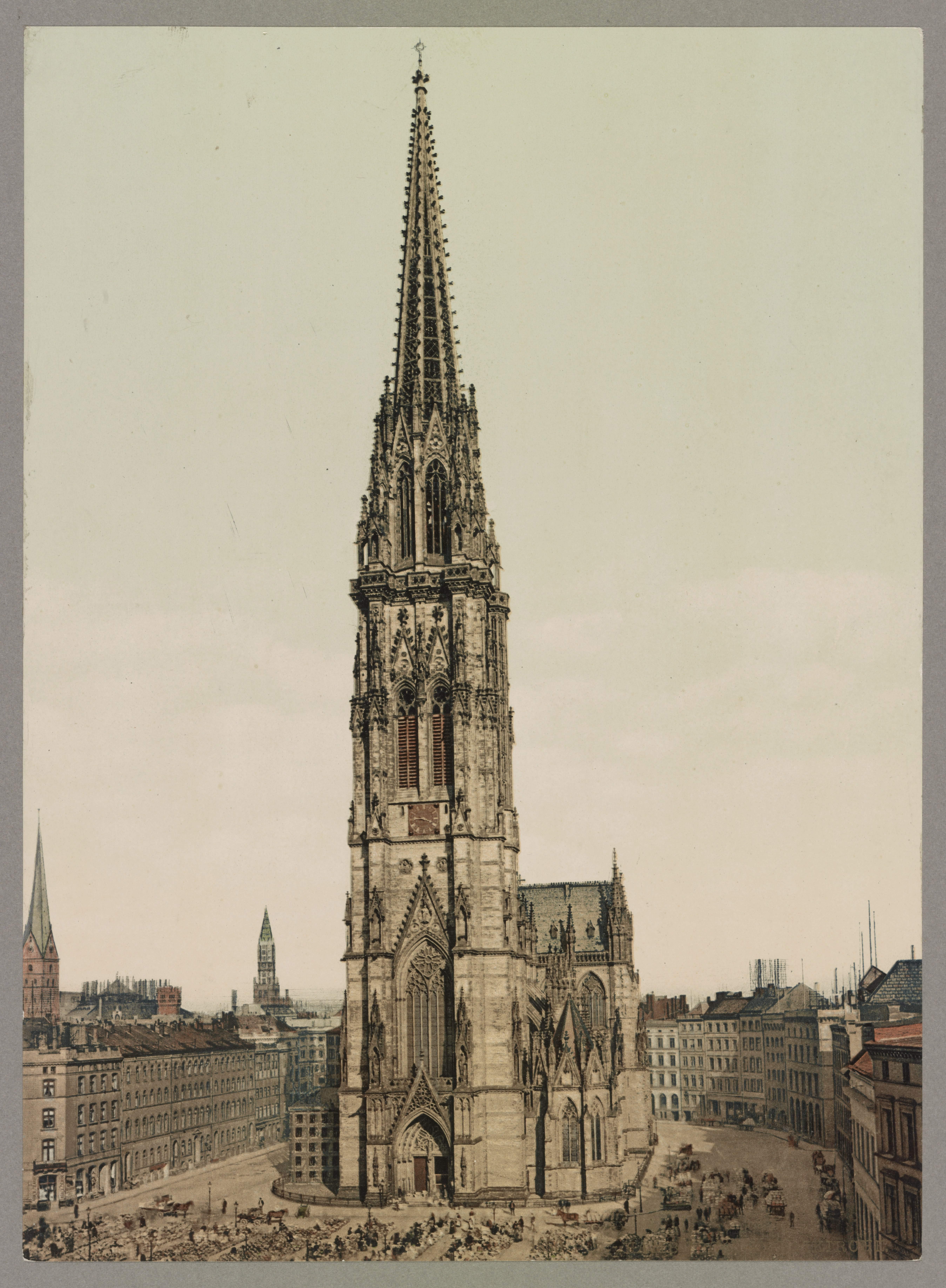
St. Nikolai, Ansicht um 1900

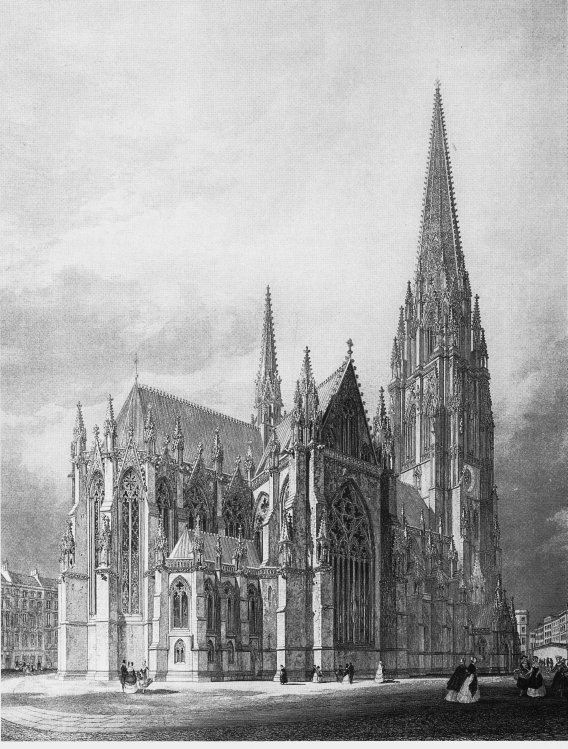
Perspektivzeichnung des Entwurfs von Scott, Ansicht des Chors und des Nordportals

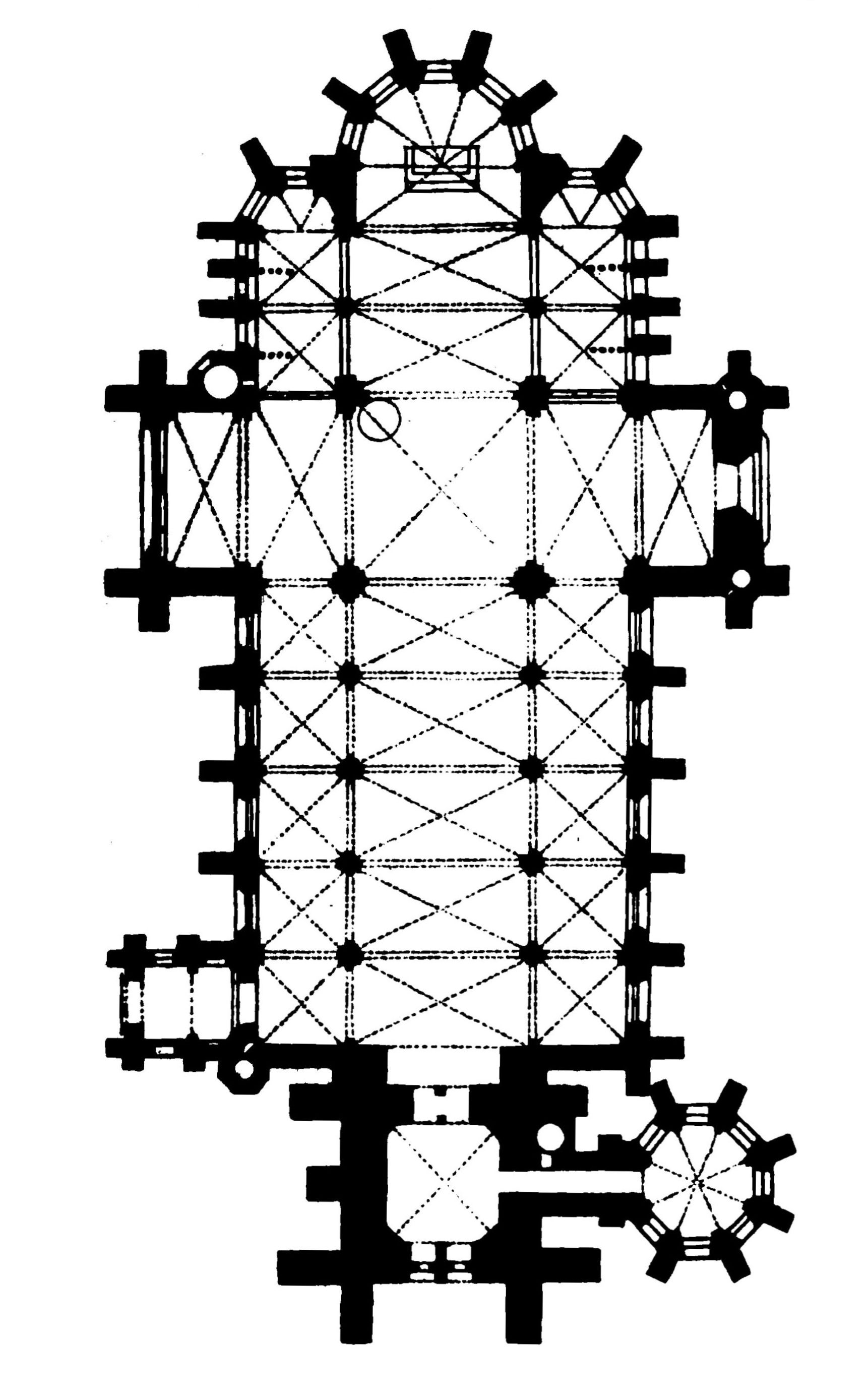
Grundriss der Kirche St. Nikolai

### Baugeschichte
Nach dem Brand kam es zwischen Pastoren, Architekten und Ratsmitgliedern zu einem Disput um den Wiederaufbau der Kirche, der letztlich durch den Rat mit Beschluss entschieden wurde, die Ruinen abzutragen und die Kirche neu aufzubauen. Mit den Abbrucharbeiten wurde am 1. Juni 1843 begonnen, sie zogen sich bis in das Jahr 1844 hin. Zudem beschloss die eingerichtete „Technische Kommission“, die neue Kirche um gut 50 Meter südöstlich zu verschieben, so dass sie vom Alsterarm, dem heutigen Nikolaifleet, halbkreisförmig umrahmt werde. 1844 schrieb die Kirchenbaukommission einen öffentlichen Wettbewerb aus, den der in Altona geborene Architekt Gottfried Semper mit dem Entwurf eines neoromanischen Kuppelbaus gewann.
Doch holte der Kirchenvorstand weitere Gutachten ein, die, bedingt durch den Weiterbau des mittelalterlichen Kölner Doms, beeinflusst waren von einer neuen Wertschätzung des gotischen Baustils. Hintergrund war das Anwachsen einer hamburgischen Erweckungsbewegung, die in einer romantisch-mittelalterlichen Kathedrale den künstlerischen Ausdruck einer neuen Frömmigkeit sah.
Schließlich entschied man sich zur Umsetzung des auf den dritten Platz gewählten Plans des Londoner Architekten George Gilbert Scott, der sich in England bereits einen Namen bei der Restaurierung mittelalterlicher Kirchen erworben hatte und als Kenner und Verfechter des gotischen Baustils galt. Die erheblich höheren Kosten – sie beliefen sich auf das Dreifache des Semperschen Entwurfs – sollten durch eine sogenannte Schilling-Sammlung hereingebracht werden, bei der durch engagierte Bürger Spenden für das Bauvorhaben gesammelt wurden.
Die Grundsteinlegung fand am 24. September 1846 statt. 17 Jahre später, am 24. September 1863, waren die Arbeiten soweit abgeschlossen, dass die Kirche eingeweiht werden konnte. 1863 erhielt die Kirche eine mittelgroße Orgel der Firma Philipp Furtwängler & Söhne. Der Bau des 147,3 Meter hohen Turms wurde 1874 beendet. Damit war die Nikolaikirche bis zur Vollendung der Kathedrale von Rouen 1877 das höchste Bauwerk der Welt. Nach dem Fernsehturm ist der Nikolaiturm noch heute das zweithöchste Gebäude Hamburgs und außerdem der fünfthöchste Kirchenbau der Erde.
Der neugotische Bau nach Scotts Entwurf hob sich nicht nur durch die Höhe des Turms, sondern auch durch die verwendeten Materialien – gelber Backstein und Elemente aus Sandstein und Carrara-Marmor – und in der Ausführung erheblich von der hamburgischen Tradition ab. Die Kirche hatte ein 86 Meter langes, dreischiffiges Langhaus mit bis zu 28 Meter hohen Gewölben und ein einschiffiges Querhaus. Der dreiapsidiale Chor jedoch war eine Übernahme der romanischen Grundform norddeutscher Prägung, wie sie auch im Vorgängerbau und in anderen Hauptkirchen vorkam. Der Altarraum war beschränkt auf die Breite des Mittelschiffs und wurde, durch seitlich geschlossene Mauern getrennt, von zwei Seitenkapellen mit eigener Apsis flankiert. Mächtige Pfeiler stützten die hohen Außenwände.
Die Ausgestaltung der Seitenkapellen zeigt deutlich das architektonische Problem, den historisierenden Grundriss dem gewandelten Bedarf einer protestantischen Gemeinde anzupassen. So war die nördliche Kapelle in zwei Geschosse unterteilt, im unteren befand sich die Sakristei, im Obergeschoss war ein Kirchensaal untergebracht. Die Südkapelle blieb lange ungenutzt, erst 1920 wurde sie mit sieben Granittafeln als Gedächtniskapelle für die Gefallenen des Ersten Weltkriegs eingerichtet. Das Langhaus war als Basilika mit erhöhtem Mittelschiff und zwei niedrigeren, durch Pfeilern abgetrennten Seitenschiffen angelegt. Es entsprach damit nicht dem Ideal einer protestantischen Predigtkirche.
Der quadratisch angelegte Turm wies während seines Baus Anzeichen für ein unregelmäßiges Setzen auf und erforderte zusätzliche Stützmaßnahmen. An der Südwestseite wurden abgetreppte schräge Pfeiler angefügt, die man durch den Bau einer Turmkapelle in runder Ausführung und nach englischem Vorbild kaschierte. Der spitze, durchbrochene Turmhelm ist nach dem Kölner Vorbild gestaltet. Das 1883 aufgesetzte Bekrönungskreuz stammte von George Scott junior, dem Sohn des Architekten.

### Ausstattung
Elemente der Innenausstattung – die an einem Pfeiler angebrachte Kanzel, der Hochaltar wie auch die Orgelempore – waren aus weißem Carrara-Marmor fein herausgearbeitet und setzten sich kontrastreich von dem Backstein ab. Kanzel und Altar stammten von den englischen Bildhauern Farmer & Brindley. 1891 stellte Orgelbaumeister Ernst Röver eine neue, große Orgel fertig.
Eine große Rolle in der Wirkung des Kirchenbaus spielten die hohen großflächigen Fenster aus farbigem, ornamental gestaltetem Glas. George Scott konnte gegenüber der Hamburger Kirchenbaukommission die Beauftragung von englischen Künstlern durchsetzen, die ein damals neuartiges Verfahren des durchgefärbten Glases entwickelt hatten. So wurden die meisten Fenster von St. Nikolai von den Zeichnern John Richard Clayton und Alfred Bell gestaltet. Auffällig waren vor allem die Chorfenster in einer Öffnung von 19 × 1,70 Metern, mit denen das Leben Christi thematisiert wurde.
Ein zentrales Augenmerk lag auf dem umfangreichen Skulpturenprogramm, das die Pinakeln auf Strebepfeilern, die Bekrönungen, die Laibungsflächen der Portale und den Innenraum schmücken sollte. Geplant waren 64 in Sandstein gehauene Statuen. Da jedoch die Spendenbereitschaft der Hamburger Bürger im Laufe der Bauzeit erheblich nachließ, konnten nur 30 dieser Figuren realisiert werden. Das Programm sah vor, an einzelnen Gebäudeteilen bestimmte Personengruppen zusammenzustellen, so war das Turmportal den Evangelisten und Märtyrern bestimmt, die Außengestaltung des Chors den Kirchenvätern, das südliche Querschiff den Reformatoren, das nördliche Querschiff Persönlichkeiten aus der evangelischen Kirche und der Vorbau am Nordportal den Vertretern der Hamburger Kirchspiele. Der innere Chorraum wurde mit den zwölf Aposteln dekoriert.
Eine Besonderheit stellte die Gruppe der Symbolträger der kirchlichen Künste dar, so waren am südlichen Langhaus Skulpturen der Komponisten Johann Sebastian Bach und Georg Friedrich Händel, des Malers Albrecht Dürer, des Kirchenlieddichters Paul Gerhardt, des Erfinders des Buchdrucks Johannes Gutenberg und des Philosophen Friedrich Schleiermacher aufgestellt.
Das Turmgeläut bestand aus 28 Glocken und wurde bei Severin van Aerschodt in Löwen in Flandern gegossen. Es wurde am 23. September 1888 zum ersten Mal angeschlagen. Die größte Glocke wurde Kaiserglocke genannt, da Wilhelm I. dafür gespendet hatte, sie wog 6372,5 Kilogramm. Bis auf die kleinste Glocke wurde das gesamte Glockenspiel während des Ersten Weltkriegs von der Mobilmachungsbehörde beschlagnahmt. Die letzte Glocke von St. Nikolai schmolz 1943 während der Bombardierung.

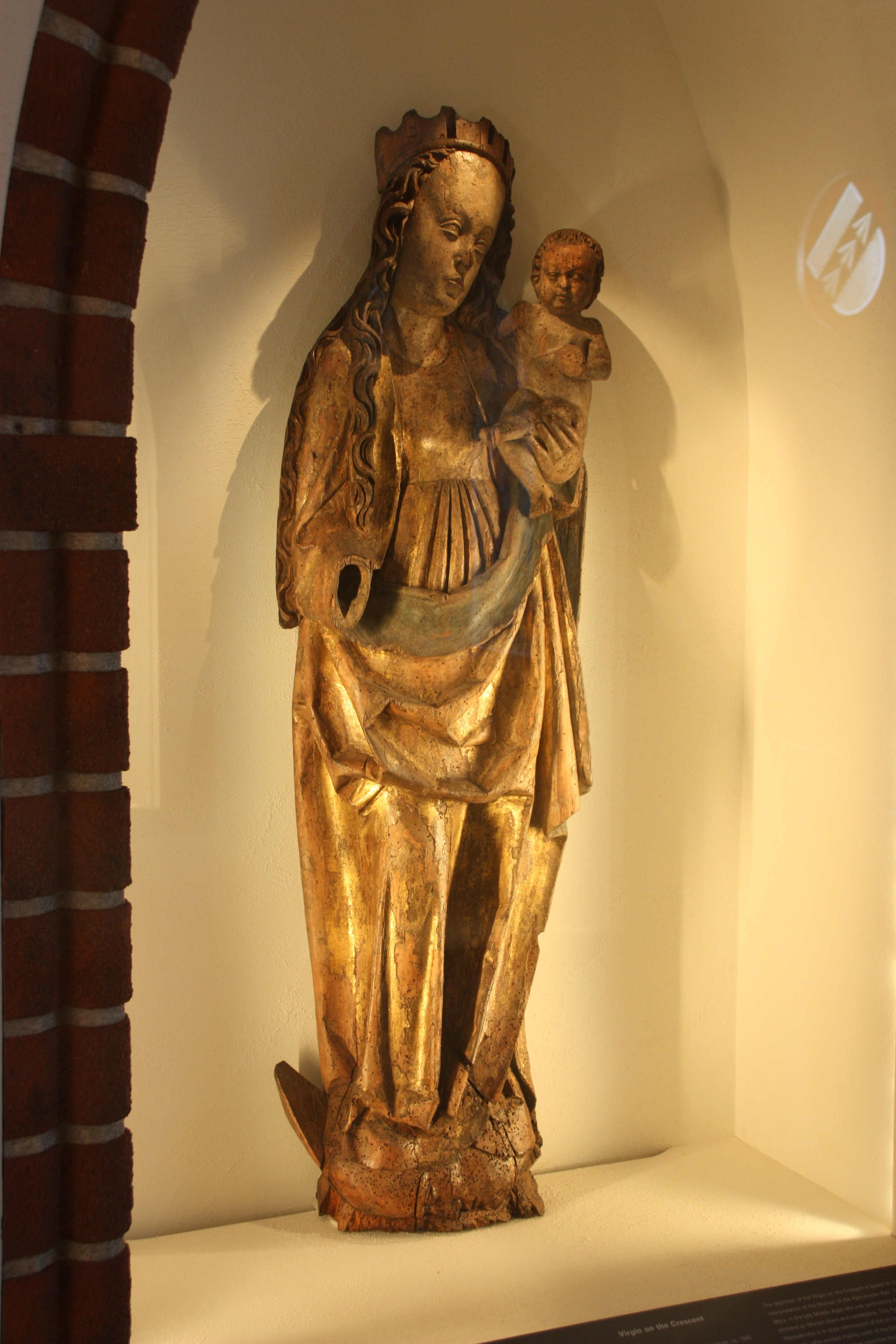
Madonna aus der alten Nikolaikirche im Museum für Hamburgische Geschichte
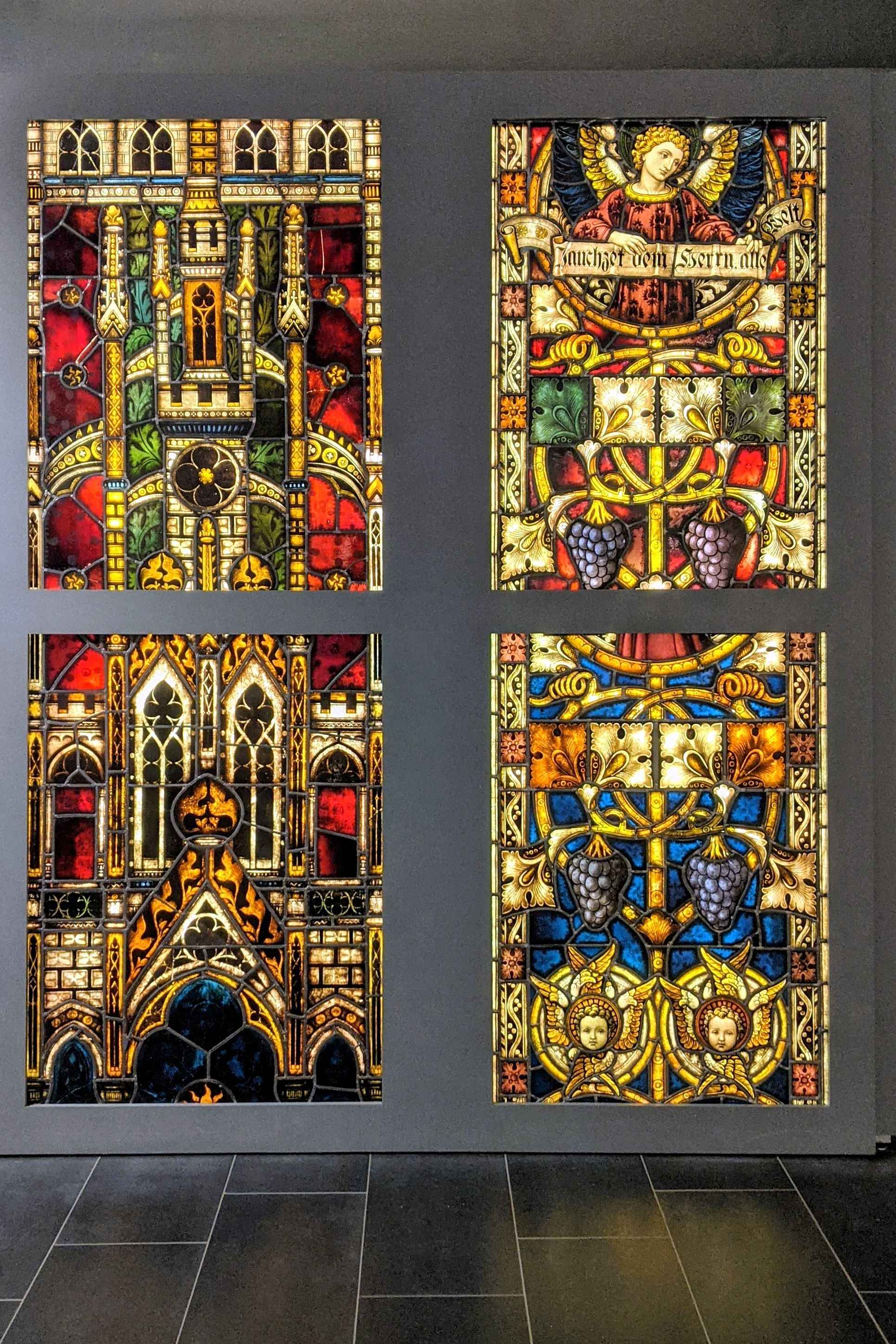
Glasfenster im Museum St. Nikolai
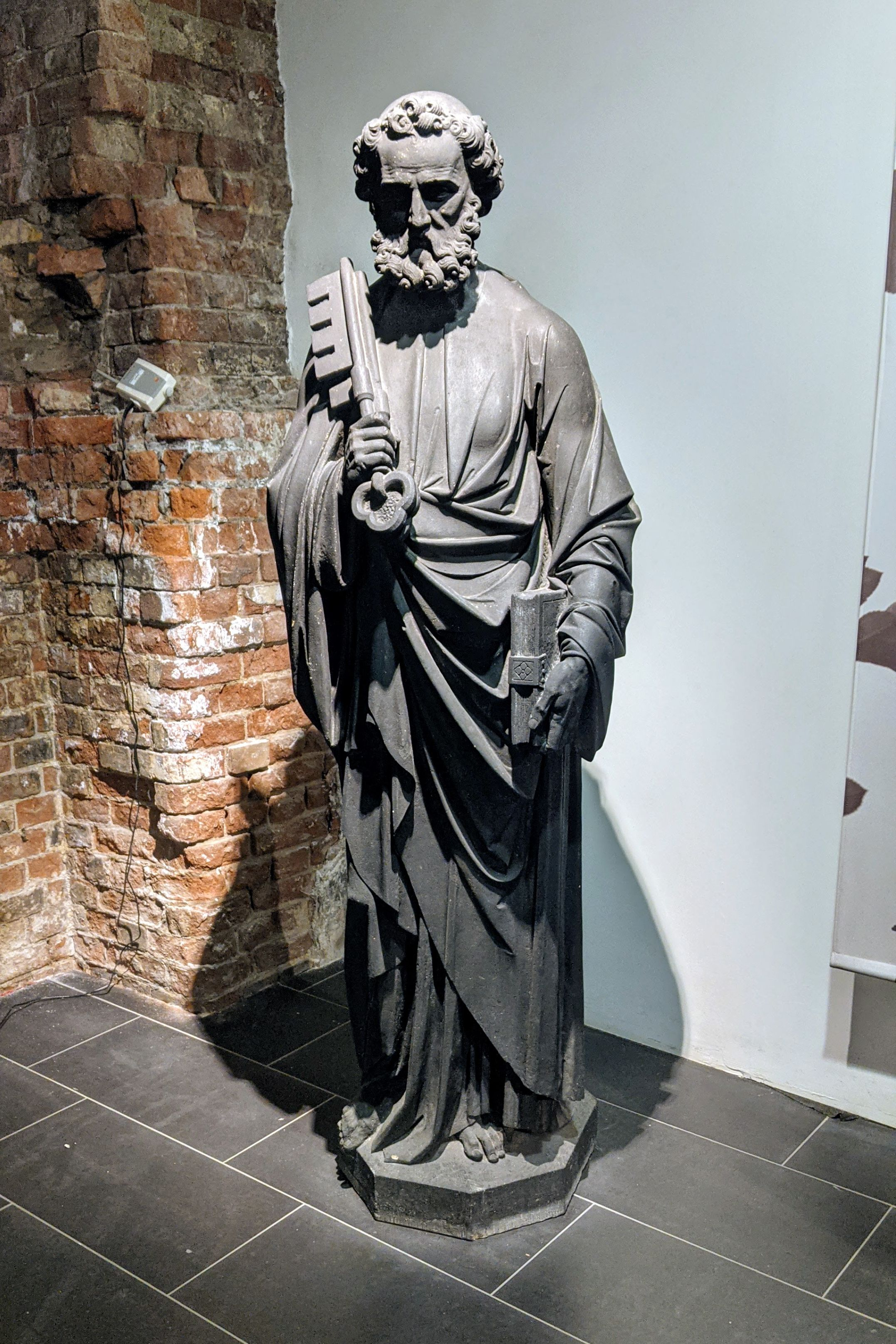
Petrusfigur aus dem früheren Chorraum im Museum

## Zerstörung 1943

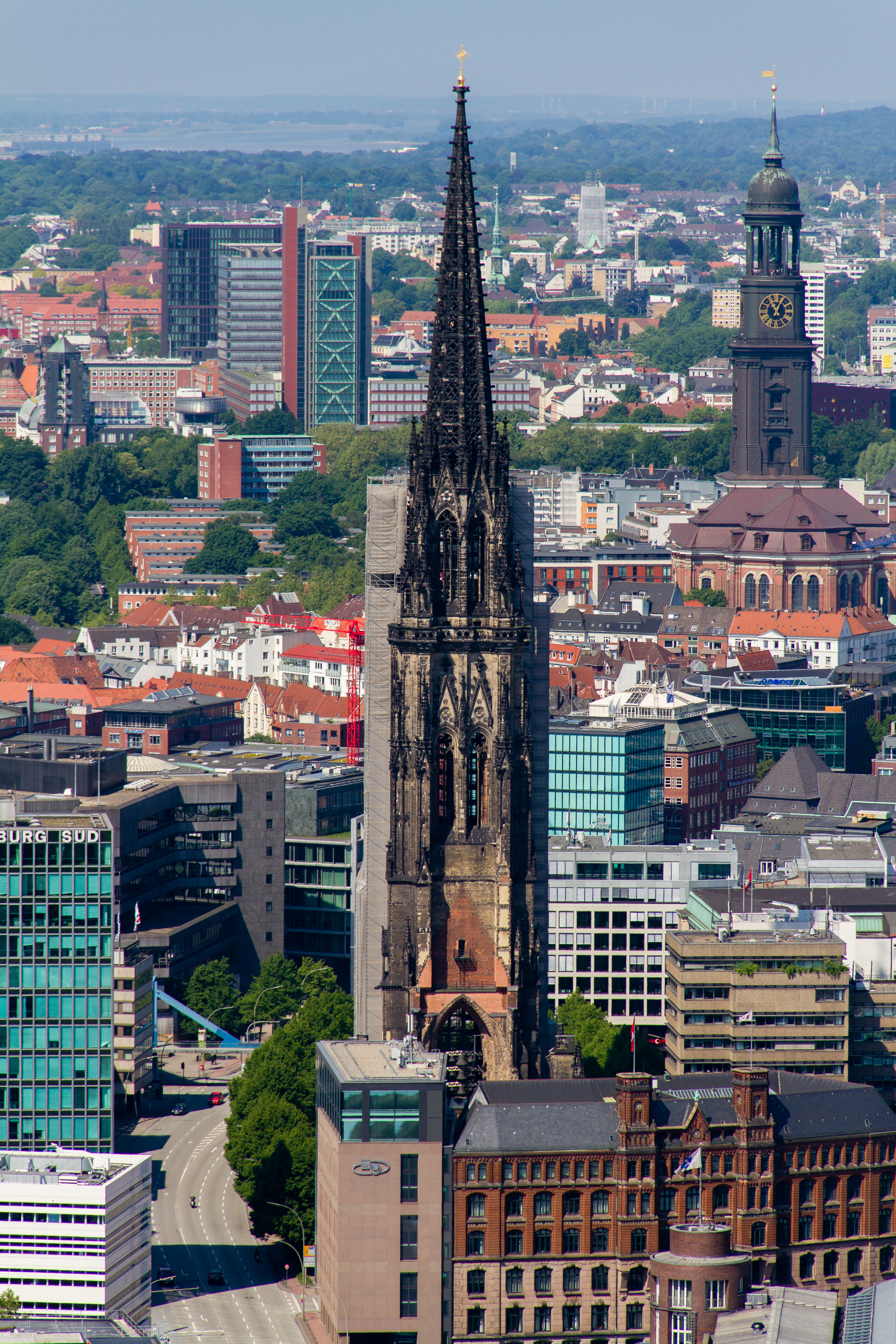
Luftbild des Mahnmals St. Nikolai von Osten

Bei den Luftangriffen auf Hamburg während des Zweiten Weltkriegs diente der Turm der Nikolaikirche als Zielmarkierung der britischen und amerikanischen Luftstreitkräfte. Am 25. Juli 1943 wurde die Kirche durch Fliegerbomben im Rahmen der „Operation Gomorrha“ schwer beschädigt. Das Dach stürzte ein und verwüstete den Innenraum. Die Wände bekamen Risse, blieben aber weitgehend stehen, ebenso der Turm. Die Einschläge der Bombensplitter sind noch heute zu erkennen.

### Sicherung der Zerstörungen statt Wiederaufbau

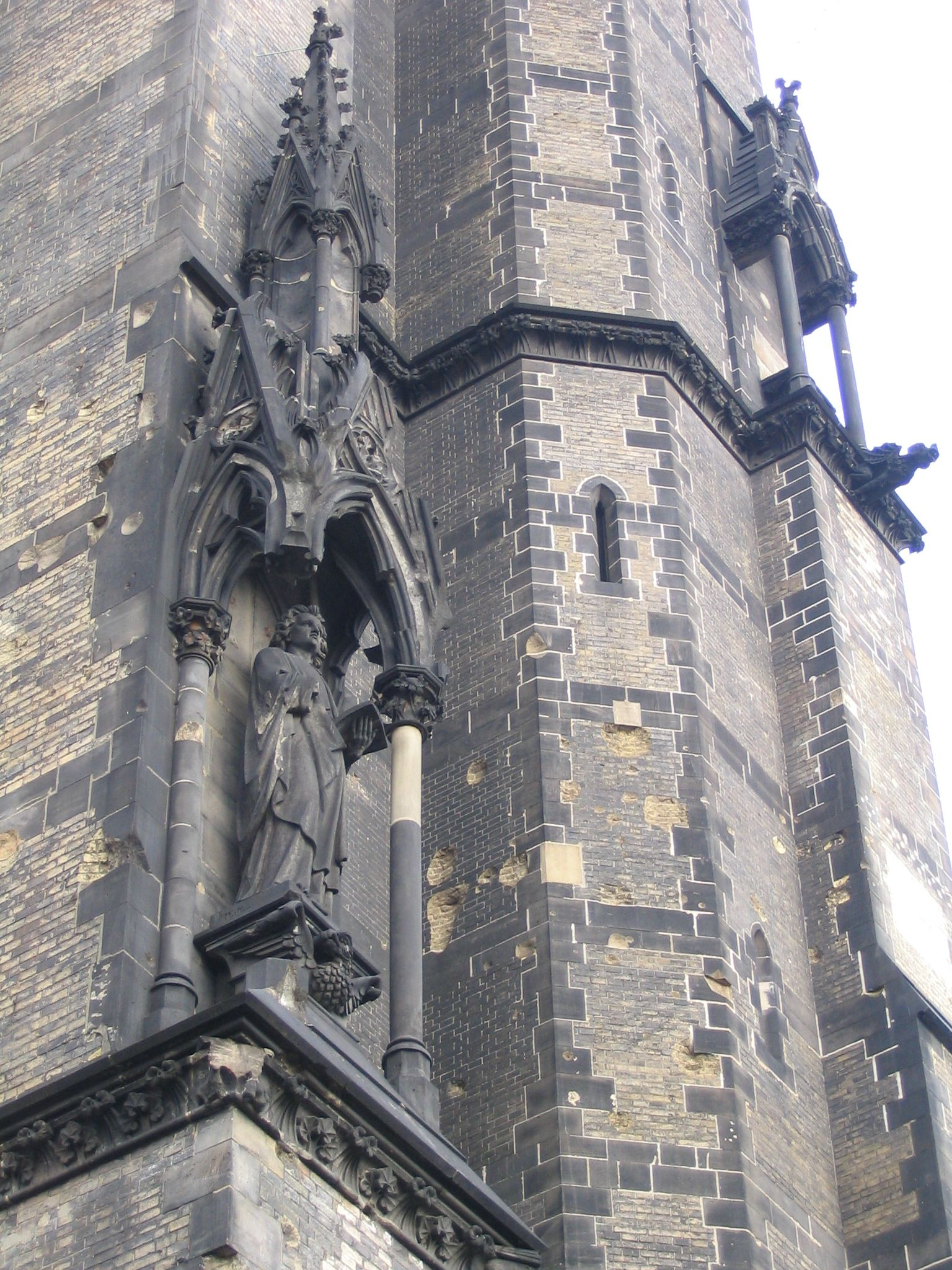
Skulptur des Evangelisten Johannes am Turm, Südseite;
sichtbare Splitterschäden im Mauerwerk

Nach dem Krieg beschloss der Hamburger Senat, die Kirche nicht wieder aufzubauen. Da sich im Zuge der Stadtentwicklung die Wohnbevölkerung in der Hamburger Innenstadt und damit auch die Zahl der Besucher der vier altstädtischen Hauptkirchen erheblich verringert hatte, führte dies zu einer Verlegung der Kirchengemeinde St. Nikolai nach Harvestehude. Ab 1956 nutzte diese zunächst einen Konzertsaal am Harvestehuder Weg. 1962 wurde die neue Hauptkirche St. Nikolai am Klosterstern, ein Rundbau mit freistehendem Glockenturm der Architekten Gerhard und Dieter Langmaack, eingeweiht.
Bruchstücke von Altar und Kanzel, die in den Trümmern leicht gefunden werden konnten, wurden – neben einer Sammlung im Dokumentationszentrum – im Baptisterium (Eingangshalle) von St. Nikolai am Klosterstern ausgestellt, die Altarplatte ruht auf Säulentrümmern der alten Kirche. Ein 1939 fertiggestelltes Fenster der Künstlerin Elisabeth Coester, vorgesehen für das nördliche Querschiff der alten Nikolaikirche, war wegen des beginnenden Krieges dort nicht mehr eingebaut, sondern im Keller von St. Michaelis eingelagert worden, wo es die Bombardierungen überstanden hatte; beim Neubau von St. Nikolai am Klosterstern wurde das Baptisterium (Eingangshalle) mit diesem Werk gestaltet.
Viele der Fenster waren erhalten geblieben, da die Scheiben während des Krieges als Schutzmaßnahme herausgenommen worden waren. Nach dem Krieg baute man sie teilweise in andere Kirchen ein, so ersetzte man die kriegszerstörten Fenster von St. Gertrud in Uhlenhorst mit sechs Fenstern aus der Nikolaikirche, ein weiteres, das sogenannte Fenster der Barmherzigkeit des Glasmalers Franz Xaver Zettler, findet sich heute in der Franz-von-Assisi-Kirche in Neu-Allermöhe. Weitere gerettete Fenster sind im Dokumentationszentrum ausgestellt, die meisten allerdings befinden sich nach wie vor in der Restaurierungswerkstatt der Glaserinnung.
Die Figuren des Petrus und des Paulus aus der Reihe der zwölf Apostel im Chorraum überstanden die Zerstörung. Sie sind heute im Vorraum des der Ruine benachbarten Gemeindezentrums an der Neuen Burg ausgestellt. Fünfzehn weitere Skulpturen sind am Außenwerk erhalten geblieben und finden sich am Turm, auf den Stützpfeilern des nördlichen Anbaus und an der südlichen Kirchenschiffwand. Zudem haben über dem Westportal des Turmes 26 von ehemals 36 Engelfiguren die Zerstörung überstanden, ebenfalls einige Medaillons und Fabeltiere, die vor allem als Wasserspeier konstruiert gewesen waren. Das Baptisterium (Eingangshalle) der Hauptkirche am Klosterstern, konzipiert für das 1939 ursprünglich für die alte Nikolaikirche geschaffene Fenster Elisabeth Coesters, beherbergt als Halle der Überlieferung einige gerettete Exponate, unter anderem einen Christus-Torso vom alten Altar und eine Skulptur von Ansgar von Bremen. Die ehemalige Wetterfahne befindet sich heute vor dem Hospital zum Heiligen Geist.

### Sicherung der Bausubstanz für ein Mahnmal
Die tragende Struktur der bombenzerstörten Nikolaikirche war weitgehend intakt geblieben und die Bausubstanz in einem Zustand, der einen Wiederaufbau realistisch erscheinen ließ. Dennoch beschloss der Hamburger Senat, das Kirchenschiff abzureißen und begründete dies mit Sicherungsmaßnahmen. Nach Verhandlungen zwischen dem Kirchenrat und dem damaligen Bürgermeister Max Brauer einigte man sich im März 1951 jedoch darauf, den Turm und den Chor stehenzulassen. Die Sprengungen und Abtragungen dauerten fünf Wochen, die Trümmer wurden zum Teil zur Uferbefestigung an der Unterelbe benutzt.
Ein gemeinsamer Ausschuss von Senat und Landeskirche entwickelte die Idee, in der Ruine ein Mahnmal zu errichten; langwierige Verhandlungen über dessen Unterhalt konnten erst 1968 abgeschlossen werden mit dem Ergebnis, dass nur der Turm im Eigentum der Nikolaigemeinde blieb, der Stadt hingegen das ehemalige Kirchenschiffgelände zusammen mit der Verkehrssicherungs- und Unterhaltspflicht übertragen wurde.
Die ersten Sanierungsarbeiten hatten 1955 begonnen, 1960 wurde der Turm unter Denkmalschutz gestellt. 1971 gab der Senat die Pläne auf, eine Gedenkstätte einzurichten, stattdessen sollte die Ruine selbst als Mahnmal wirken. In den Folgejahren wurden Turm und Ruine sich selbst überlassen und verfielen zusehends. Am 16. Dezember 1987 gründete sich nach einer Initiative des Bauunternehmers Ivar Buterfas der Förderkreis „Rettet die Nikolaikirche e. V.“. Der Verein warb in der Tradition der Schilling-Sammlung um Spenden, sanierte die Bausubstanz und schuf einen Raum für Veranstaltungen und Ausstellungen in der Krypta. Seither wird das Mahnmal St. Nikolai als „Erinnerungsort für die Opfer von Krieg und Gewaltherrschaft“ ständig ausgebaut und mit Denkmalen und Kunstwerken ausgestattet.
1993 wurde das Mahnmal St. Nikolai Mitglied der „Nagelkreuzgemeinschaft“. Das in der Turmhalle angebrachte Nagelkreuz von Coventry ist ein Symbol für das Anliegen, „alte Gegensätze zu überbrücken und nach neuen Wegen in eine gemeinsame Zukunft zu suchen“.
Im Jahr 2011 löste sich ein 10 Kilogramm schwerer Stein aus dem Turm und fiel auf die vorbeiführende Willy-Brandt-Straße. Nach einem Schadensgutachten wurde der Turm eingerüstet. Die Sanierung dauerte bis Anfang 2018: z. B. Austausch von 22.000 Mauersteinen und 35 Kilometer Verfugungen. Ab Juni 2015 bis 2016 wurden die Schäden von der Kirchturmspitze, Meter 147, abwärts bis Meter 76 behoben. Ab 2016 wurden die Arbeiten am Ziegelmauerwerk von Meter 76 bis zum Boden ausgeführt. Seit Januar 2018 ist nach der Sanierung die Gedenkstätte mit dem Turm wieder zugänglich.

## Gestaltung des Mahnmals

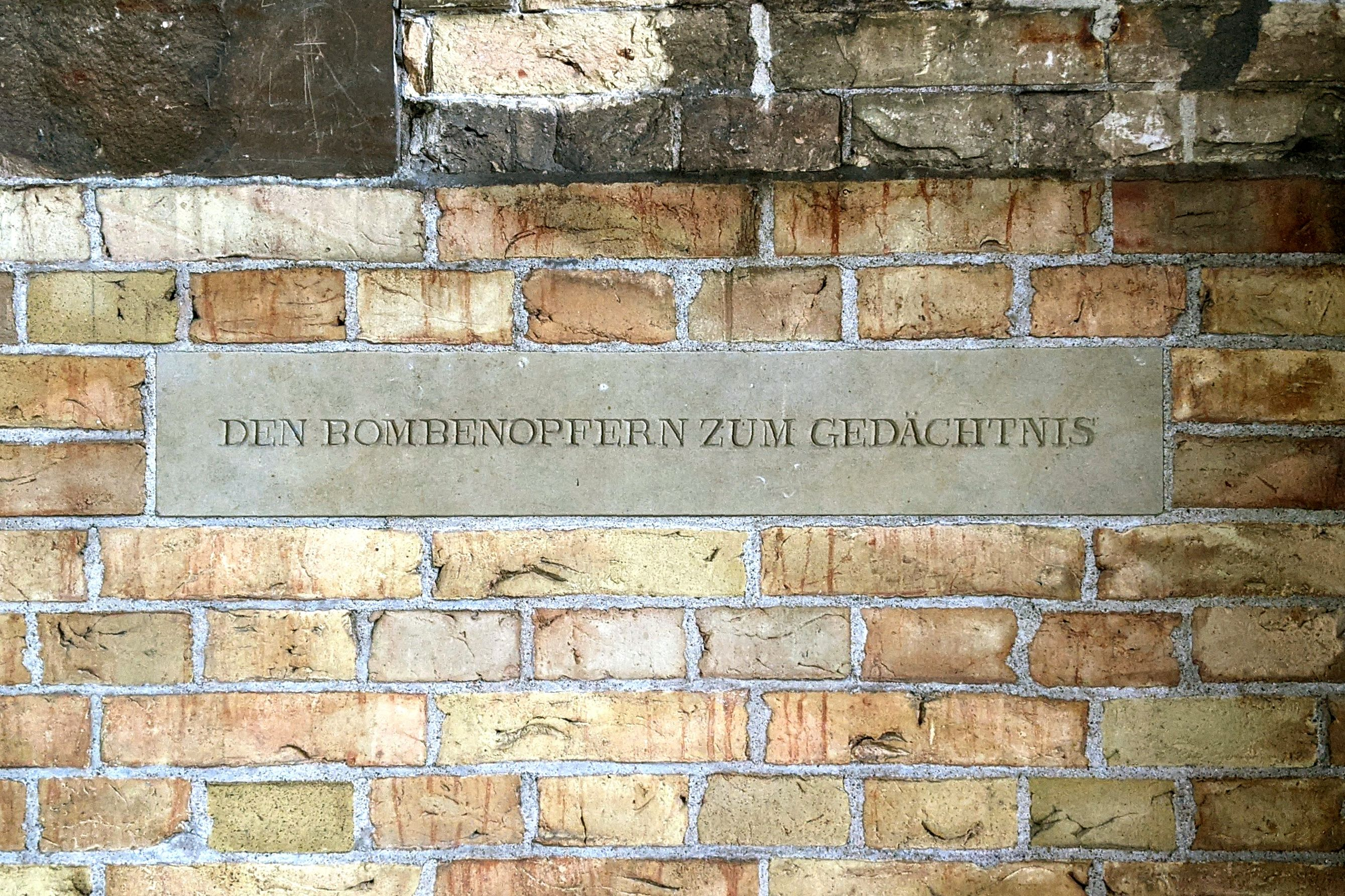
Widmung in der Turmhalle

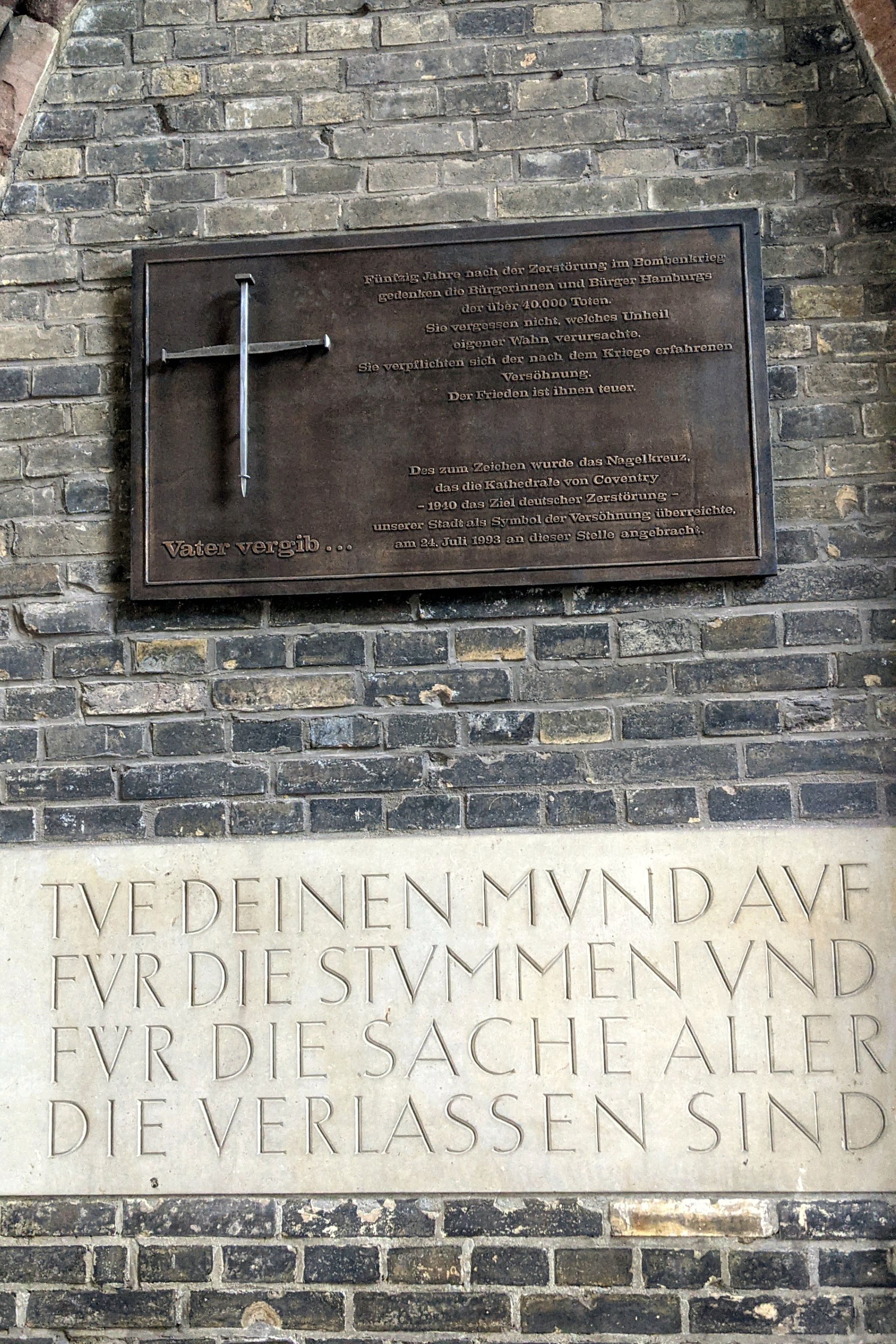
Nagelkreuz von Coventry und Inschrift in der Turmhalle

Das Mahnmal St. Nikolai umfasst den Turm mit dem gläsernen Fahrstuhl zur Aussichtsplattform im Westen und gegenüberliegend den ehemaligen Chor sowie Mauerreste der Südseite. Dazwischen liegt im ehemaligen Langhaus ein Platz der Ruhe, der von der offenen Nordseite betreten werden kann. Im Fußboden markiert sind die früheren Pfeiler der Kirche.

### Turm
1995 wurde das zwei Tonnen schwere „Sonnenkreuz“ von der Spitze des Turmes herabgeholt und neu vergoldet.
Seit dem 1. September 2005 ermöglicht ein gläserner Panoramalift im Inneren des Turmes, auf eine 76 Meter hoch gelegene Aussichtsplattform zu fahren. Hier wird eine Ausstellung gezeigt, unter anderem vom Stadtteilarchiv Hamburg-Hamm konzipiert, die die Zerstörung der Hamburger Innenstadt nach dem Zweiten Weltkrieg dokumentiert. Die Bildtafeln sind teilweise so angebracht, dass man den heutigen Panoramablick mit den Nachkriegsansichten vergleichen kann. Im Jahr 2009 nutzten 30.000 Besucher diese Einrichtung.

„Der Turm erinnert an die schlimmste Niederlage der Moral. In dem halben Jahrhundert seit Kriegsende ist Hamburg fast vollständig wieder hergestellt. Auch Coventry ist wieder aufgebaut, ebenso Hiroshima. Und dennoch ist die Freiheit, ist der Frieden gefährdet. Zu ihrer Verteidigung wird immer Zivilcourage nötig sein.“

### Carillon im Turm

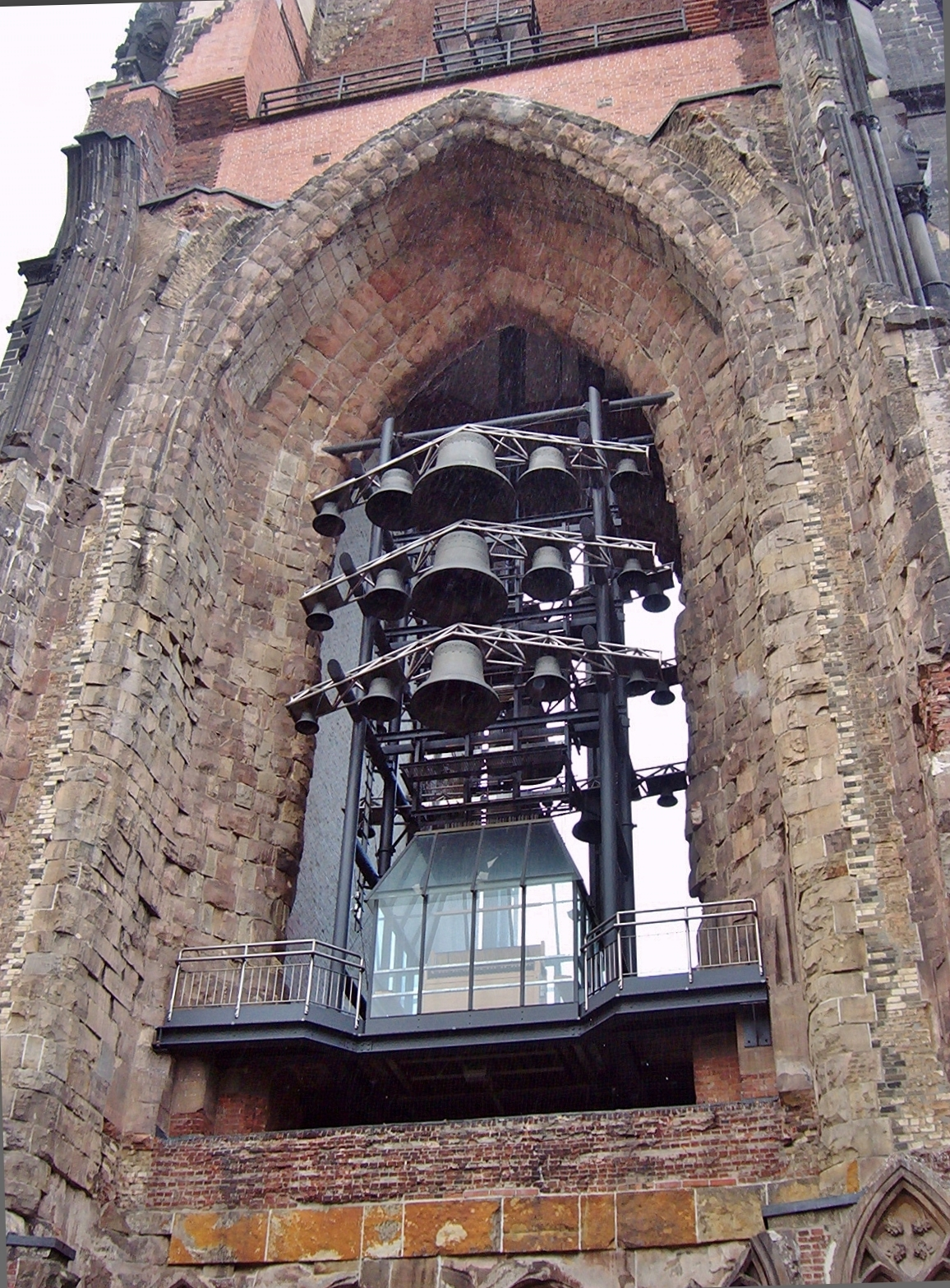
Der Carillon im Turm

Im Juli 1993 wurde in der offenen Ostseite der ersten Turmebene ein Carillon eingeweiht. Das Glockenspiel besteht aus 51 Kirchenglocken, gegossen von der niederländischen Glockengießerei Eijsbouts in Asten, und hat ein Gesamtgewicht von 13 Tonnen. Es kann über einen Seilzugmechanismus vom Glockenspieler direkt bespielt werden, der Stokken-Spieltisch befindet sich unterhalb, in einer gläsernen Kabine am Platz der ehemaligen Orgel. Durch die Möglichkeit der Regulierung der Stärke des Anschlags unterscheidet sich das Carillonspiel von einem mechanischen Glockenspiel. Täglich wird eine elektronisch gesteuerte Stundenmelodie um 9, 12, 15, 18 Uhr gespielt. Regelmäßig am Donnerstag um 12 Uhr finden halbstündige Konzerte statt.

### Museum
In den erhaltenen Kellerräumen befindet sich das von dem „Förderkreis Mahnmal St. Nikolai“ betriebene Museum. Es zeigt eine Dauerausstellung über die Geschichte der Kirche sowie die Zerstörungen Hamburgs im Zweiten Weltkrieg durch die „Operation Gomorrha“. Auf einer Fläche von rund 450 Quadratmetern präsentiert es die wechselhafte (Stadt-)Geschichte. Auch finden in dem Gewölbe regelmäßig Vorträge, Konzerte, Gedenkveranstaltungen und Führungen statt.

### Kunstwerke

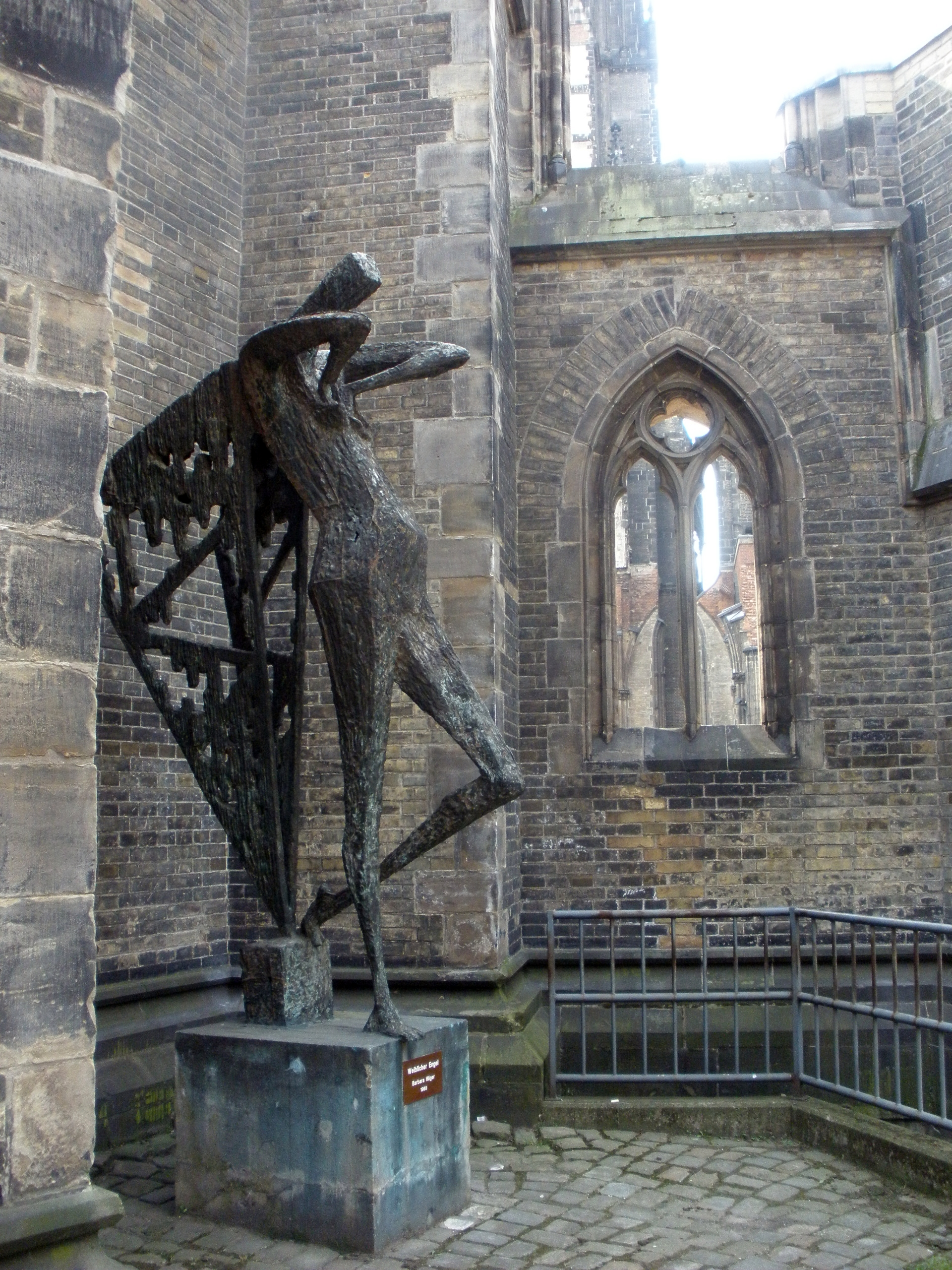
Barbara Haeger: Weiblicher Engel
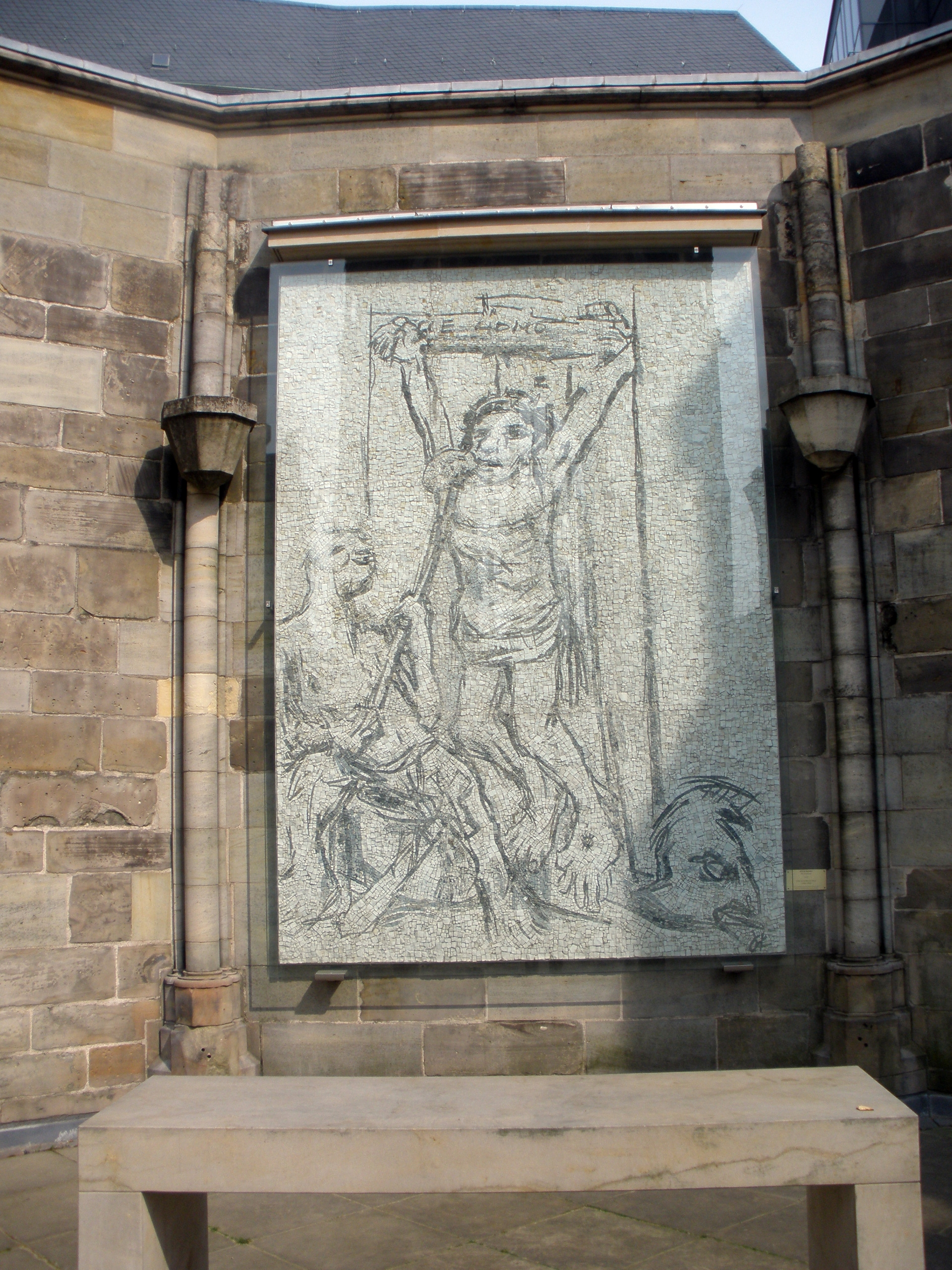
Oskar Kokoschka: Ecce homo
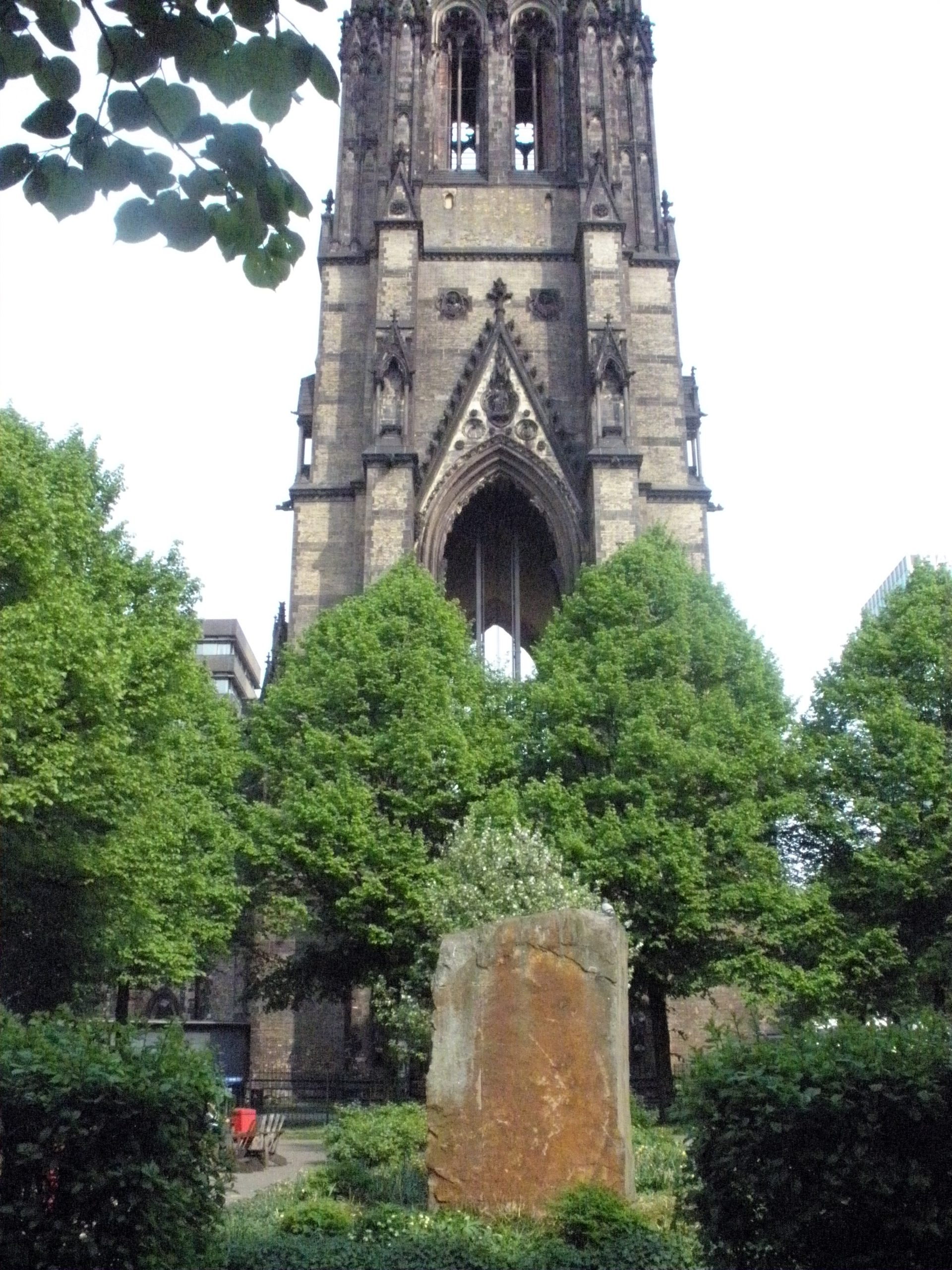
Ulrich Rückriem: Tempel, Blickachse zum Turm

#### Barbara Haeger: „Weiblicher Engel“
Die drei Meter hohe Bronzeplastik der Bildhauerin Barbara Haeger mit dem Titel Weiblicher Engel, geschaffen 1960, wurde 1972 von der Landeskirche erworben und in einer nach Nordost weisenden Außennische des Chorraums zwischen zwei Chorpfeilern als erstes Kunstwerk des Mahnmals aufgestellt.

#### Oskar Kokoschka: „Ecce homo“
Am 21. Juli 1977 wurde in der Turmhalle das nach einem Entwurf Oskar Kokoschkas 1975 geschaffene schwarz-weiße Mosaik Ecce homo angebracht, das den gekreuzigten Jesus zeigt, dem ein Kriegsknecht mit einem Speer einen getränkten Schwamm hinhält. Auf dem oberen Kreuzbalken steht der Schriftzug Ecce homo („Seht, welch ein Mensch“). Das Werk hat die Maße 3,64 × 2,55 Meter, ist aus neun Teilen zusammengesetzt und besteht aus tausenden Mosaiksteinchen aus griechischen Marmor, italienischem Carrara, umbrafarbenem, weißem und beigem Donaukies und dunklem belgischen Kalkstein. Das Werk wurde von der Gruppo Mosaicisti dell’ Accademia di Belle Arti in Ravenna unter der Leitung von Sergio Cicognani ausgeführt.
Eine farbige Version mit dem Titel Ecce homines („Seht, welche Menschen“) hängt über dem Altar in St. Nikolai am Klosterstern und wurde dort 1974 eingeweiht. Die Korrespondenz zwischen beiden Werken gilt als „eigengearteter Brückenschlag“ zwischen dem alten und dem neuen Standort der Kirche.
Der Fahrstuhleinbau störte die Wirkung des Mosaiks, es wurde im Juli 2008 an die Stirnwand des Chors umgehängt. Ein schlichter Altar aus Postaer Sandstein ergänzt den offenen Raum zum Ort der Sammlung und Stille. In der Turmhalle zurück blieb eine steinerne Inschrift des Bildhauers Fritz Fleer, die sowohl eine Erklärung des Mahnmals wie eine Deutung des Kreuzigungsmosaiks, wie Kokoschka selbst es interpretiert hat, beinhaltet:

„Tue deinen Mund auf für die Stummen und für die Sache aller, die verlassen sind.“

#### Ulrich Rückriem: „Tempel“
Der drei Meter hohe Granitblock mit einem Grundriss von 1,5 × 1,5 Metern und dem Titel Tempel des Bildhauers Ulrich Rückriem, geschaffen und aufgestellt 1984, steht auf dem Hopfenmarkt in etwa 40 Metern Entfernung und in direkter Blickachse zum Turm. Der Granit stammt aus der Normandie und ist horizontal in drei, der mittlere Block wiederum in fünf Teile gespalten. Das Kunstwerk soll einen stillen Dialog mit dem Nikolaiturm vermitteln, eine „Zwiesprache über Verfall und Ewigkeit, über Zerstörung und Dauer“.

#### Skulpturen von Edith Breckwoldt

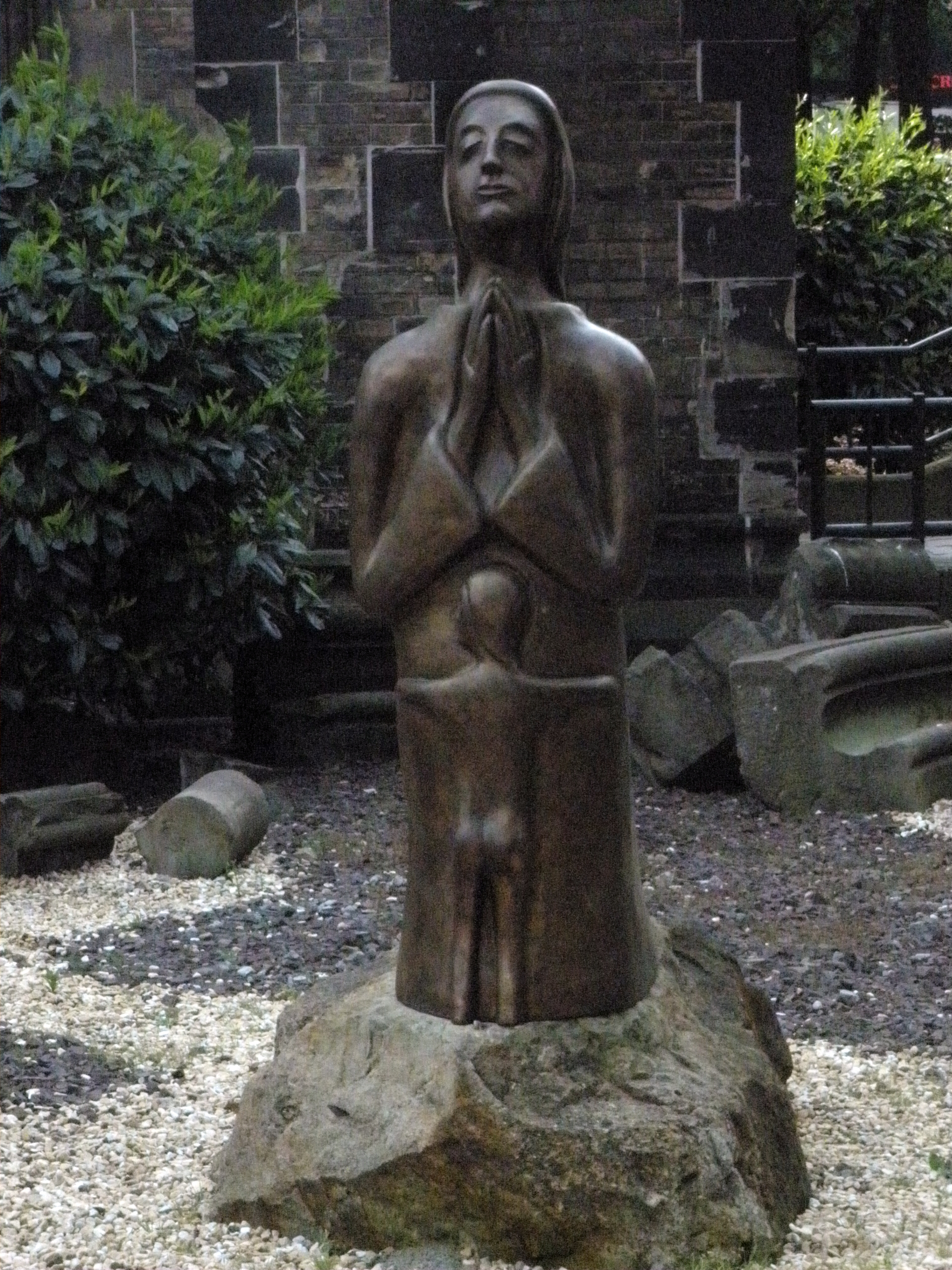
Friedensgebet
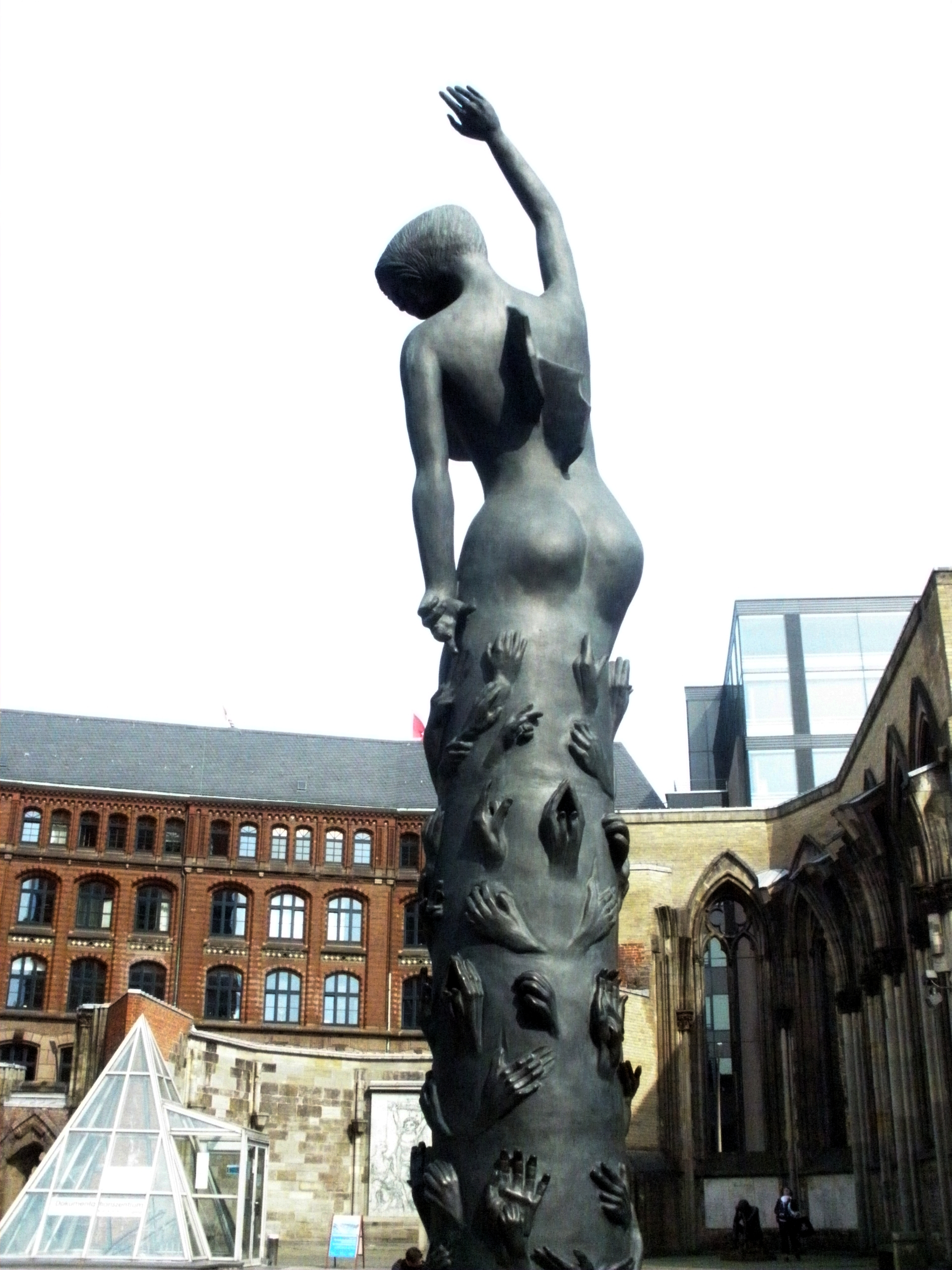
Erdenengel
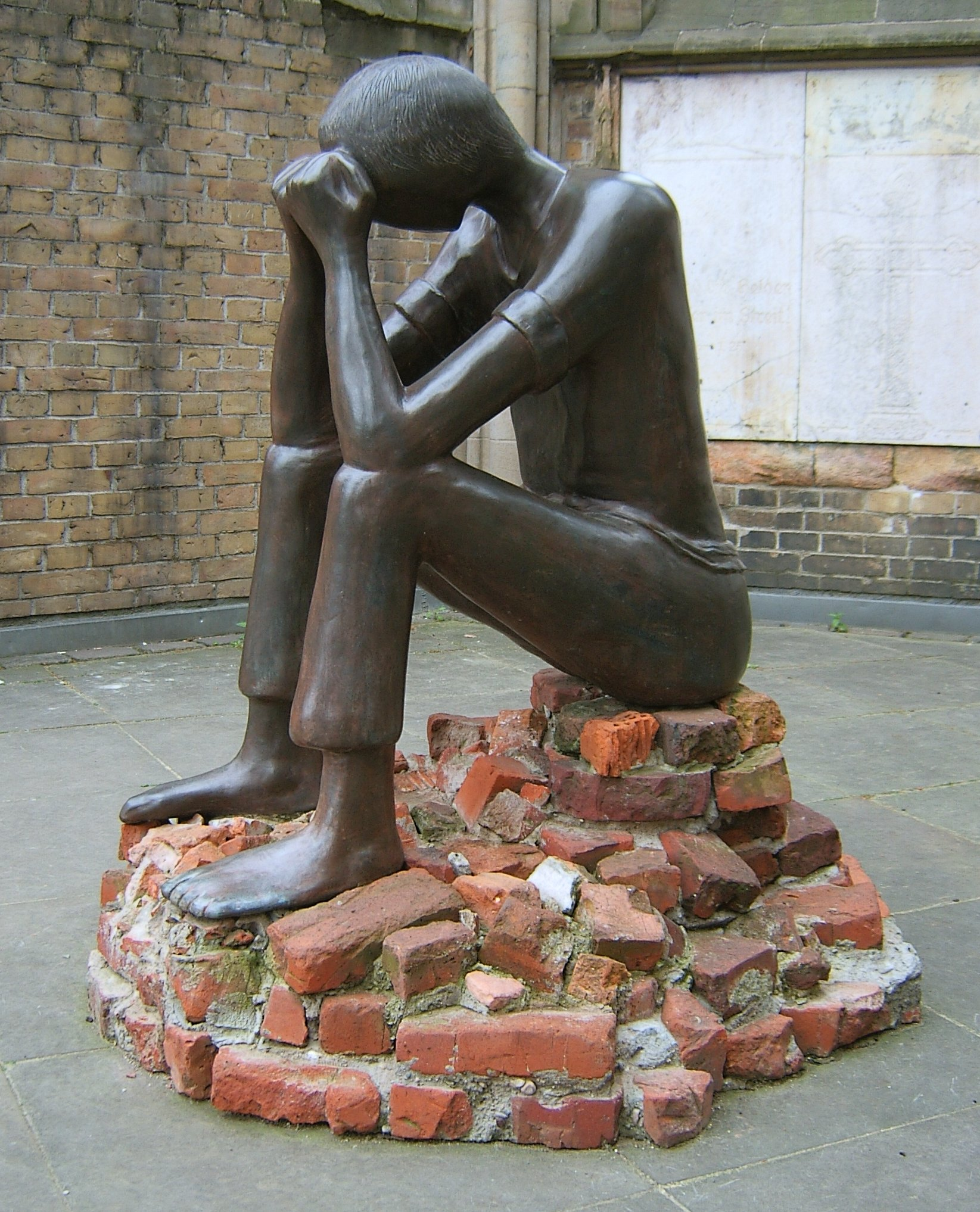
Prüfung

Drei im Mahnmal aufgestellte Bronzeskulpturen stammen von der Hamburger Bildhauerin Edith Breckwoldt. Friedensgebet ist der Titel einer Figur aus dem Jahr 2001: sie stellt eine kniende, betende Frau dar, die von einem Kind umarmt wird. Sie befindet sich inmitten des sogenannten Garten der Kontemplation, einem abgegrenzten Bereich im ehemaligen nördlichen Seitenschiff, das mit Rhododendren bepflanzt und mit verschiedenfarbigen Kieselsteinen ausgelegt ist. Die Figur soll einen Bogen von der erschreckenden Vergangenheit zu einer hoffnungsvollen Zukunft schlagen.
In diesem Garten befinden sich zudem einzelne Trümmerteile der Kirche, darunter auch einige, die 1951 während des Abbruchs fortgeschafft worden waren und um deren Wiederauffinden sich der Förderverein bemüht. So wurden im November 2000 einige Trümmer aus der Haseldorfer Binnenelbe gehoben.
Eine zentrale Figur ist die sechs Meter hohe Bronzeplastik mit dem Titel Erdenengel aus dem Jahr 2003. Am Sockel sind in acht Sprachen der Titel und Untertitel der Plastik angebracht. Die Botschaft der Künstlerin lautet „Nimm meine Hand, und ich führe Dich zu Dir zurück“ und soll ausdrücken, dass alle Erkenntnis im Menschen selber ruht: Wenn er zu sich selbst zurückfindet, so findet er auch Frieden, dies ist wiederum Voraussetzung für Friedlichkeit zwischen den Menschen.
Die Bronzefigur Prüfung, 2004 ebenfalls von Edith Breckwoldt geschaffen, ist in der Apsis des ehemaligen südlichen Seitenschiffs aufgestellt und der Gedenkstätte des ehemaligen Stammlagers Sandbostel gewidmet, das, 60 km westlich von Hamburg gelegen, von 1939 bis 1945 eines der größten deutschen Kriegsgefangenenlager war. Mehr als 50.000 Menschen kamen dort zu Tode, darunter etwa 10.000 Häftlinge aus dem KZ Neuengamme. Der Sockel der Skulptur ist aus Backsteinen der Barackenfundamente aufgeschichtet, die auf dem Lagergelände von Schülern aus Sandbostel gesammelt wurden. Die Künstlerin beschriftete eine bronzene Tafel mit einem Dietrich Bonhoeffer zugeschriebenen Zitat:

„Kein Mensch auf der ganzen Welt kann die Wahrheit verändern. Man kann sie nur suchen, sie finden und ihr dienen. Die Wahrheit ist an jedem Ort.“

## Orgel
Dass St. Nikolai wie die Hauptkirchen Sankt Jacobi und Petri bereits um 1400 über eine Orgel verfügte, ist wahrscheinlich, aber nicht nachweisbar. In St. Nikolai existierten in vorreformatorischer Zeit eine kleine Orgel im Chor und eine große Orgel über der Nordertür. Die kleine Orgel wurde 1539–1540 durch Gregorius Vogel aus Braunschweig für etwa 500 Mark ersetzt. Dirk Hoyer, Schwiegersohn von Jacob Scherer, pflegte um 1575 beide Orgeln. Wahrscheinlich Gottfried Fritzsche setzte 1630 die große Orgel auf die Westempore um und erweiterte sie. Nachdem Johann Praetorius ein halbes Jahrhundert das Organistenamt bekleidet hatte (1611–1660), verfiel die Orgel zusehends und war um 1680 abgängig.
Arp Schnitger, der am 1. September 1682 den Hamburger Bürgereid abgelegt hatte, erhielt durch Vermittlung eines Stader Hauptpastors im selben Jahr den Auftrag für einen Orgelneubau in St. Nikolai. So schuf er in den Jahren von 1682 bis 1687 seine größte Orgel. Es soll die damals größte Orgel im deutschsprachigen Raum, wenn nicht weltweit gewesen sein. Ursprünglich waren bei Vertragsabschluss 62 Register vorgesehen, aber noch während des Baus wurden fünf Register ergänzt, sodass das Instrument bei der Einweihung am 23. November 1687 über 67 Register auf vier Manualen und Pedal mit mehr als 4.000 Pfeifen verfügte. Die größte Pfeife im Pedalturm war das 32-füßige C mit einem Gewicht von 860 Pfund. Das Instrument begründete den internationalen Ruf des Meisters und bereicherte Hamburg um eine weitere Attraktion. Bei einer Renovierung 1701 wurde die Orgel stärker abgestützt; zudem ersetzte Schnitger drei gemischte Stimmen. Sein Freund Vincent Lübeck, der seit 1674 Organist an der Schnitger-Orgel von St. Cosmae et Damiani in Stade war, wirkte von 1702 bis zu seinem Tod im Jahr 1740 an St. Nikolai. Bis zu ihrer Zerstörung 1842 waren keine größeren Reparaturen an der Orgel erforderlich. Die Disposition lautete wie folgt:

| I Rückpositiv CD–c3 |       |
| Bordon              | 016′  |
| Principal           | 08′   |
| Gedackt             | 08′   |
| Quintadena          | 08′   |
| Octav               | 04′   |
| Blockflöte          | 04′   |
| Querflöte           | 02′   |
| Sifflöte            | 1 ⁄3′ |
| Sesquialtera II     |       |
| Scharff VI–IX       |       |
| Dulcian             | 016′  |
| Trecht Regall       | 08′   |
| Schalmey            | 04′   |

| II Hauptwerk CD–c3 |        |
| Principal          | 016′   |
| Quintadena         | 016′   |
| Rohrflöte          | 016′   |
| Octav              | 08′    |
| Spitzflöte         | 08′    |
| Saltzianell        | 08′    |
| Quintpfeiffe       | 5 1⁄3′ |
| Octav              | 04′    |
| Superoctav         | 02′    |
| Flachflöht         | 02′    |
| Rauschpfeife III   |        |
| Mixtur VI–X        |        |
| Scharf III         |        |
| Trommet            | 016′   |

| III Oberwerk CD–c3 |       |
| Holzflöte          | 08′   |
| Rohrflöte          | 08′   |
| Weidte Flöte       | 08′   |
| Quintadena         | 08′   |
| Octav              | 04′   |
| Spielflöte         | 04′   |
| Nasat              | 2 ⁄3′ |
| Gemshorn           | 02′   |
| Scharff V–IX       |       |
| Zimbel III         |       |
| Tromett            | 08′   |
| Krummhorn          | 08′   |
| Vox humana         | 08′   |
| Tromett            | 04′   |

| IV Brustwerk CD–c3 |       |
| Blockflöt          | 08′   |
| Principal          | 04′   |
| Rohrflöte          | 04′   |
| Quinte             | 2 ⁄3′ |
| Waldflöte          | 02′   |
| Nasat              | 1 ⁄3′ |
| Tertian II         |       |
| Scharff IV–VI      |       |
| Dulcian            | 08′   |
| Baarpfeife         | 08′   |

| Pedal C–d1       |        |
| Principal        | 032′   |
| Octav            | 016′   |
| Subbas           | 016′   |
| Octav            | 08′    |
| Saltzianell      | 08′    |
| Quinte           | 5 1⁄3′ |
| Octav            | 04′    |
| Nachthorn        | 02′    |
| Rauschpfeiff III |        |
| Mixtur VI–X      |        |
| Posaunen         | 032′   |
| Posaunen         | 016′   |
| Dulcian          | 016′   |
| Tromett          | 08′    |
| Crumphorn        | 08′    |
| Trommet          | 04′    |
| Cornet           | 02′    |

- Koppeln: III/II, IV/II (Schiebekoppeln)
- Nebenregister: 5 Sperrventile, 2 Zimbelsterne, 2 Tremulanten, Pauke

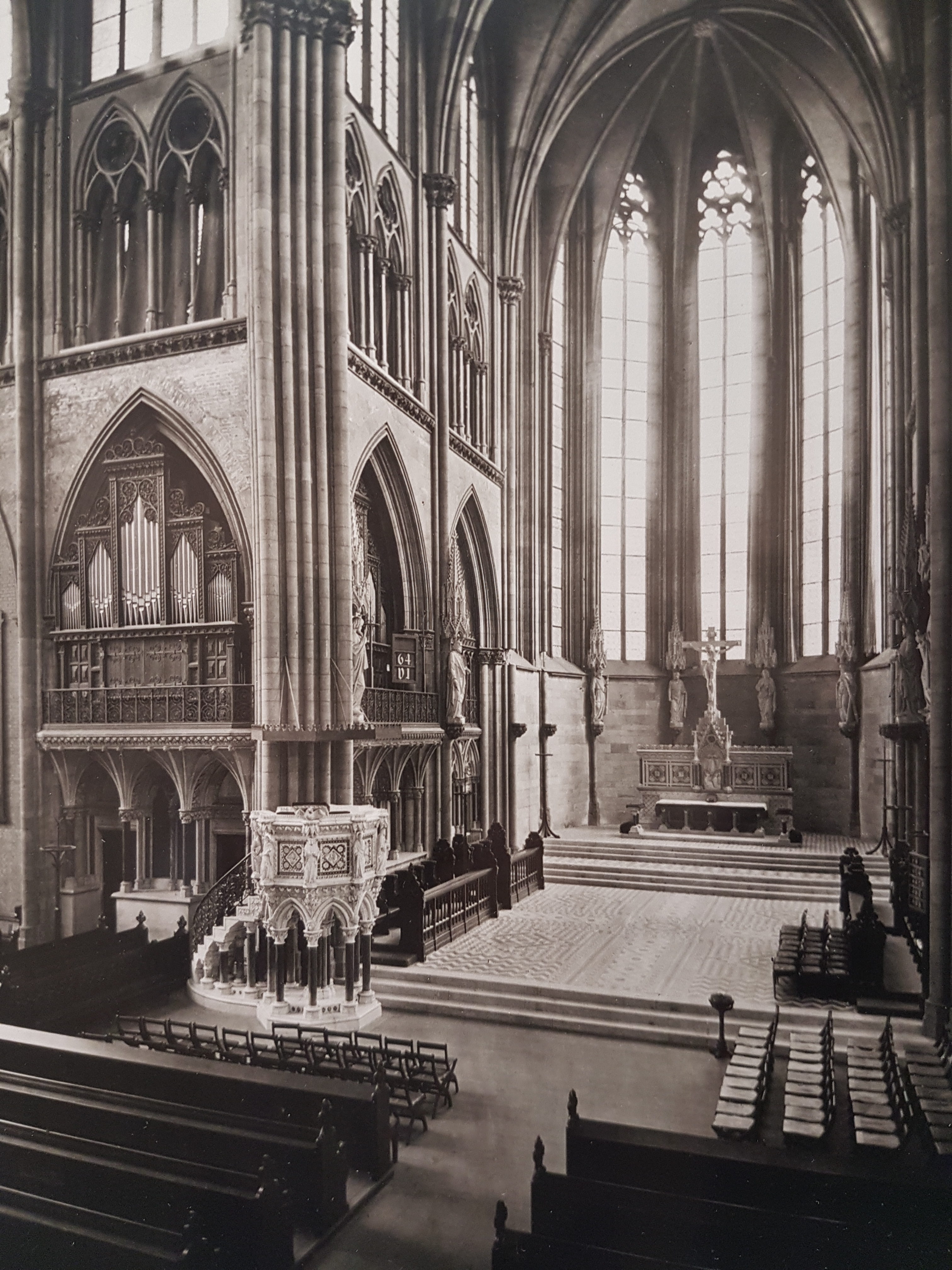
Innenansicht des Altarraumes mit Furtwängler-Orgel (1863–1891)

1863 erhielt die Kirche, deren Turm sich zu diesem Zeitpunkt noch im Bau befand, weshalb der Bau einer großen Hauptorgel zunächst noch nicht möglich war, im Chorraum als „Behelfsorgel“ ein mittelgroßes Instrument der Firma Philipp Furtwängler & Söhne. Die 39 Register waren auf zwei Manuale und Pedal verteilt. Des Weiteren waren die fünf Pedalregister der Forte-Abteilung über einen sogenannten „Ersatzzug für das Forte-Pedal“ auch um eine Oktave nach oben versetzt anspielbar. Die Orgel war zu klein für den Kirchenraum und wurde 1891 an die Marienkirche Hadersleben verkauft und ist dort in Teilen erhalten. Die Disposition lautete folgendermaßen:

| I Hauptwerk C–f3 |        |
| Principal        | 16′    |
| Quintatön        | 16′    |
| Principal        | 8′     |
| Gemshorn         | 8′     |
| Gamba            | 8′     |
| Hohlflöte        | 8′     |
| Rohrflöte        | 8′     |
| Quinte           | 5 1⁄3′ |
| Octave           | 4′     |
| Gedactflöte      | 4′     |
| Quinte           | 2 ⁄3′  |
| Octave           | 2′     |
| Cornett III–V    |        |
| Mixtur IV        |        |
| Trompete         | 16′    |
| Trompete         | 8′     |

| II Oberwerk (schwellbar) C–f3 |       |
| Bordun                        | 16′   |
| Geigenprincipal               | 8′    |
| Spitzflöte                    | 8′    |
| Salicional                    | 8′    |
| Dolcissimo                    | 8′    |
| Offene Flöte                  | 8′    |
| Gedactflöte                   | 8′    |
| Dolceflöte                    | 8′    |
| Octave                        | 4′    |
| Spitzflöte                    | 4′    |
| Gedact                        | 4′    |
| Spitzquinte                   | 2 ⁄3′ |
| Waldflöte                     | 2′    |
| Progressio Harmonica III–VI   |       |
| Clarinette                    | 8′    |

| Pedal C–d1          |         |
| Forte-Abteilung     |         |
| Principal           | 16′     |
| Subbass             | 16′     |
| Quinte              | 10 2⁄3′ |
| Principal           | 8′      |
| Posaune             | 16′     |
|                     |         |
| Piano-Abteilung     |         |
| Lieblich Gedactbass | 16′     |
| Violon              | 16′     |
| Flötenbass          | 8′      |

- Koppeln: I/I Super, II/I, I/P, II/P
- Spielhilfen: Forte, Piano, 4 Sperrventile, Calcanten-Glocke

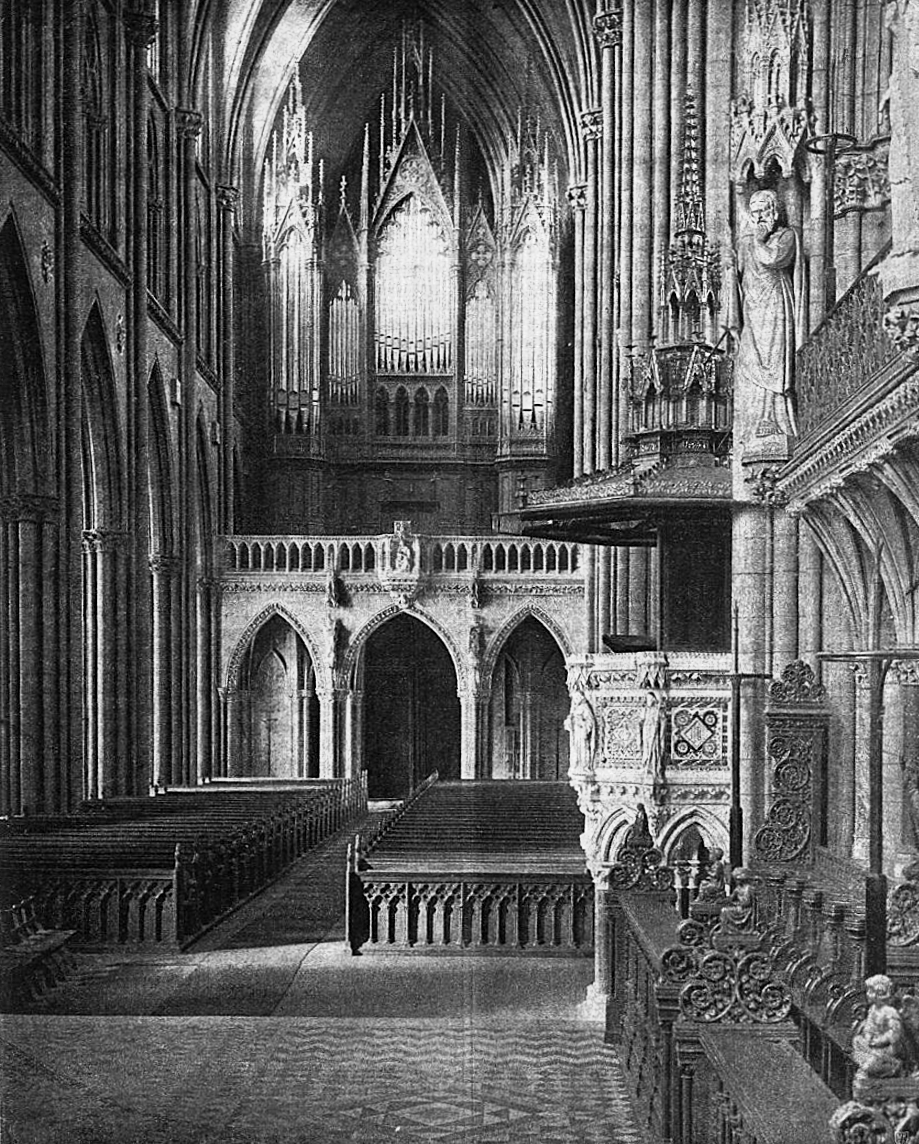
Röver-Orgel (1891–1943)

Als Ersatz wurde die 1891 fertiggestellte Orgel durch Orgelbaumeister Ernst Röver geschaffen. Sie war ein dreimanualiges Instrument mit 101 Registern und seinerzeit eines der größten Instrumente in Deutschland. Röver baute sie im System der Röhrenpneumatik mit Kastenbälgen. Sie hatte über 5808 Pfeifen hinter einem fünfteiligen neugotischen Prospekt von 20 Metern Höhe. Die Pedaltürme zeigten die 32-Fuß-Prinzipalpfeifen aus hochwertiger Zinnlegierung.

| I Hauptwerk C–f3 |        |
| Principal        | 16′    |
| Flauto Major     | 16′    |
| Bordun           | 16′    |
| Gambe            | 16′    |
| Principal        | 8′     |
| Schweizerpfeife  | 8′     |
| Gambe            | 8′     |
| Gemshorn         | 8′     |
| Principalflöte   | 8′     |
| Offenflöte       | 8′     |
| Hohlflöte        | 8′     |
| Bordun           | 8′     |
| Harmonieflöte    | 8′     |
| Spitzquinte      | 5 1⁄3′ |
| Octave           | 4′     |
| Gambette         | 4′     |
| Gemshorn         | 4′     |
| Hohlflöte        | 4′     |
| Flachflöte       | 4′     |
| Quinte           | 2 ⁄3′  |
| Octave           | 2′     |
| Rauschpfeife II  |        |
| Cornett III      |        |
| Mixtur IV        |        |
| Scharf III       |        |
| Trompete         | 16′    |
| Trompete         | 8′     |
| Corno            | 8′     |
| Trompete         | 4′     |

| II Oberwerk (schwellbar) C–f3 |     |
| Principal                     | 16′ |
| Bordun                        | 16′ |
| Principal                     | 8′  |
| Geigenprincipal               | 8′  |
| Viola                         | 8′  |
| Salicional                    | 8′  |
| Hohlflöte                     | 8′  |
| Rohrflöte                     | 8′  |
| Portunalflöte                 | 8′  |
| Zartflöte                     | 8′  |
| Violine                       | 8′  |
| Voix Céleste                  | 8′  |
| Octave                        | 4′  |
| Viola                         | 4′  |
| Salicet                       | 4′  |
| Traversflöte                  | 4′  |
| Flauto Amabile                | 4′  |
| Waldflöte                     | 2′  |
| Rauschpfeife II               |     |
| Sesquialter II                |     |
| Mixtur III                    |     |
| Zimbel III                    |     |
| Fagott                        | 16′ |
| Trompete                      | 8′  |
| Clarinette                    | 8′  |
| Clarine                       | 4′  |

| III Brustwerk C–f3  |       |        |
| Geigenprincipal     | 16′   |        |
| Gedakt              | 16′   |        |
| Principal           | 8′    |        |
| Fugara              | 8′    |        |
| Doppelflöte         | 8′    |        |
| Lieblich Gedakt     | 8′    |        |
| Flauto Amabile      | 8′    |        |
| Quintatön           | 8′    |        |
| Aeoline             | 8′    |        |
| Octave              | 4′    |        |
| Fugara              | 4′    |        |
| Fernflöte           | 4′    |        |
| Gemshornquinte      | 2 ⁄3′ |        |
| Octave              | 2′    |        |
| Piccolo             | 2′    |        |
| Cornett III         |       |        |
| Mixtur Aetheria III |       |        |
| Trompete            | 8′    |        |
| Oboe                | 8′    |        |
| Tuba Mirabilis      | 8′    | 360 mm |

| Pedal C–d1      |         |
| Principal       | 32′     |
| Majorbass       | 16′     |
| Principal       | 16′     |
| Offenbass       | 16′     |
| Violon          | 16′     |
| Subbass         | 16′     |
| Gedakt          | 16′     |
| Salizet         | 16′     |
| Rohrquinte      | 10 2⁄3′ |
| Octave          | 8′      |
| Minorbass       | 8′      |
| Violoncell      | 8′      |
| Offenbass       | 8′      |
| Flötenbass      | 8′      |
| Gedakt          | 8′      |
| Salizet         | 8′      |
| Quinte          | 5 1⁄3′  |
| Octave          | 4′      |
| Rauschpfeife II |         |
| Cornett IV      |         |
| Mixtur IV       |         |
| Bombarde        | 32′     |
| Posaune         | 16′     |
| Fagott          | 16′     |
| Trompete        | 8′      |
| Clairon         | 4′      |

- Koppeln:
  - Normalkoppeln: II/I, III/I, III/II, I/P, II/P, III/P
  - Superoktavkoppeln: I, II, III, P
- Spielhilfen: 8 freie Kombinationen, Rollschweller, Prolongement

## Weinkeller
Eine Besonderheit ist das im erhalten gebliebenen Kreuzgewölbe des Kellers seit 1886 bestehende Weinlager. Nachdem 1885 die großen Öfen der Kirche durch ein Heizungssystem ersetzt worden waren, konnten die zur Kohlenlagerung genutzten Flächen für eine Zusatzfinanzierung frei gemacht und an mehrere alteingesessene hamburgische Weinhandlungen vermietet werden. 1926 pachtete die Firma C. C. F. Fischer-Wein die Räumlichkeiten und nutzte sie zur Fass- und Flaschenlagerung von Wein, aber auch Cognac, Sherry und Madeira. Durch eine ganzjährige Temperatur von 12 bis 14 Grad bei 75 Prozent Luftfeuchtigkeit erwiesen sich die Bedingungen für diesen Zweck als ideal. Bis zu 650.000 Flaschen sollen hier zeitweise auf einer Fläche von 13.000 Quadratmetern untergebracht gewesen sein.
Das Kellergewölbe überstand die Kriegszerstörungen der Kirche unbeschadet. Während der Sprengungen 1951 entschieden die Eigentümer, den Wein wegen der möglichen Qualitätsverluste nicht fortzutransportieren. Die Decke hielt die Belastung zunächst auch aus, allerdings wurde nach einem Jahr etwa ein Drittel des Kellers verschüttet. Die Schäden konnten bis 1954 beseitigt werden, der Eingang wurde von der ehemaligen Adresse Hahntrapp an der Nordseite unterhalb des ehemaligen Südportals, heute Willy-Brandt-Straße, verlegt.
In den 1980er Jahren machte C. C. F. Fischer-Wein die Kellergewölbe für die Öffentlichkeit zugänglich, als „Hamburgs weltoffener Weinkeller unter St. Nikolai“ betrieb die Firma neben dem Lager ein kleines Weinmuseum mit Exponaten der Weinherstellung, eine Probierstube in der ehemaligen Gebeinkammer und einen Flaschenverkauf. Im Jahr 2005 meldete die Weinhandlung die Insolvenz an, der Keller ist seitdem geschlossen, beherbergt aber nach wie vor einen großen Teil der Einrichtung und der Waren.